# 콤니노스 왕조 치하의 동로마 제국
동로마 제국은 1081년부터 약 1185년까지 104년 동안 콤니노스 왕조의 다섯 황제들에 의해 통치되었다. 콤니노스 왕조(그리스어: Δυναστεία τῶν Κομνηνῶν 다이네스티아 톤 콤니논)는 동로마 제국의 마지막 중흥기를 이끈 왕조였다. 특히 알렉시오스 1세, 요안니스 2세, 마누일 1세 시기에는 불완전하지만 최종적으로 만지케르트 전투로 인해 동로마 제국이 입었던 피해를 상당 부분 복구했을 뿐만 아니라 군사, 영토, 경제, 정치 등 다양한 분야에서 제국의 이전 위치를 되돌려 놓는 업적을 달성했다.
콤니노스 왕조 치하의 동로마 제국은 성지에서의 십자군의 역사에 핵심적인 역할을 하는 동시에 유럽, 근동, 지중해 연안의 지역에서도 막대한 문화적, 정치적 영향력을 행사했다. 제1차 십자군 원정 과정에서 알렉시오스 1세가 중요한 역할을 한 이래로, 콤니노스조의 황제들, 특히 요안니스 2세와 마누일 1세는 십자군 국가들의 보호자를 자처했으며 실제로 서방 세계는 동로마 제국을 기독교 세계의 일원으로 생각하고 있었다. 마누일 1세의 치세는 1054년 동서 교회 분열 이후로 양 교회 통합에 제국이 가장 가까이 다가갔던 시기였고 이 시기의 동로마 제국은 신성 로마 제국과 함께 기독교 세계의 양대 강대국으로써 군림했다.
더욱이, 콤니노스 왕조 시대는 동로마 및 십자군 국가를 포함한 '라틴' 기독교 서방과의 접촉이 가장 광범위하고 여러 차례 일어난 시기이기도 하였다. 베네치아를 비롯하여 여러 이탈리아 해양 도시 국가들의 상인들은 제국의 수도 콘스탄티노폴리스 및 주요 대도시들에 거주하게 되었고, 특히 마누일 1세가 고용한 수많은 라틴 용병들 및 관료들은 동로마의 예술과 과학이 서방 세계로 퍼지는 데 적지 않은 기여를 했다. 이 시기에 비잔틴 미술이 서양에 미친 영향은 엄청났을 뿐만 아니라 장기간에 걸쳐 서구권 카톨릭 교회의 문학·문화 전반에 큰 변화를 가져다 주었다.
영토가 아닌 재정적인 지표를 기준으로 했을 때는 이 시기의 제국이 가장 융성했다고 말할 수 있을 정도로, 콤니노스 왕조 치하의 동로마 제국은 특히 경제적인 면에서는 역대 최고의 영화를 누렸다. 당대 기록에서 이미 고대의 선조들을 넘었다고 자부할 정도였으며 농업·상업·공업이 모두 균형 있게 발전하여 12세기 중반 즈음이 되면 조세액만으로 11세기 초에 맞먹게 되었고 그 세기 후반에 들면 콘스탄티노폴리스의 하루 관세만 금화 2만 개에 달했다는 보고도 있었다. 무엇보다도 당시 발전상이 정부기관과는 구분되는 민간에서 주로 이루어졌던 점을 감안한다면 앞에서 말한 업적들조차도 이 시기의 번영을 표현하는 데에는 다소 부족할 수 있다.
콤니노스 왕조는 또한 소아시아의 역사에 중요한 기여를 했다. 이 지역의 상당 부분을 정복함으로써 콤니노스인들은 아나톨리아 반도에서의 튀르크의 진격을 2세기 이상 늦추었으며, 그 과정에서 동로마 제국의 후계 국가인 니케아 제국, 에페이로스 공국, 트라페준타 제국의 기반을 마련하여 제국의 명맥이 끊기지 않도록 해주었다. 한편, 그들의 광범위한 요새화 계획은 아나톨리아의 풍경에 오래토록 흔적을 남겼는데, 이는 오늘날에도 여전히 남아 있다.

## 역사

### 위기와 분열
콤니노스 시대는 동로마 제국이 큰 어려움과 분쟁에 직면한 상태에서 탄생했다. 마케도니아 왕조(867~1054) 치하에서 상대적으로 성공과 팽창의 시기를 겪은 뒤, 동로마 제국은 수 십 년 간의 거대한 침체와 쇠퇴를 겪었고, 이는 1071년 만지케르트 전투에서의 패배와 함께 제국의 군사적·영토적·경제적·정치적 상황의 붕괴라는 거대한 재앙으로 다가오게 되었다.
사실 동로마 제국이 직면한 문제는 부분적으로 지방의 군사 귀족 세력과 중앙의 문민 관료 세력들의 대립이 점차 커진 것과 관련이 있었다. 특히 귀족들의 세력 확장은 제국의 군대를 훈련하고 관리하는 테마 제도를 약화 시켜 제국의 군사 구조가 와해 되는데 일조했다. 1025년에 마지막 명군이었던 바실리오스 2세가 사망한 것을 기점으로 이후 계속해서 무능한 황제들이 즉위 했는데, 이들은 재정난에 시달리던 제국의 상황을 해결하기 위해 동부 지방의 자국 군대를 해산 시키고, 대신 그 비용으로 용병을 고용하여 방위 문제를 해결하려 했다. 그러나 궁정에서 부정부패가 만연하면서 실제로 대부분의 군비는 황제의 총신들에게 주어지거나 사치스러운 궁중 연회의 예산, 사치품 등으로 착복되었다. 이에 따라 한때는 막강했던 동로마 군대는 11세기에 들어서 더 이상 군대로 기능할 수 없을 정도로 크게 약화되었으며 자연스럽게 제국의 방위력 역시 떨어지게 되었다.

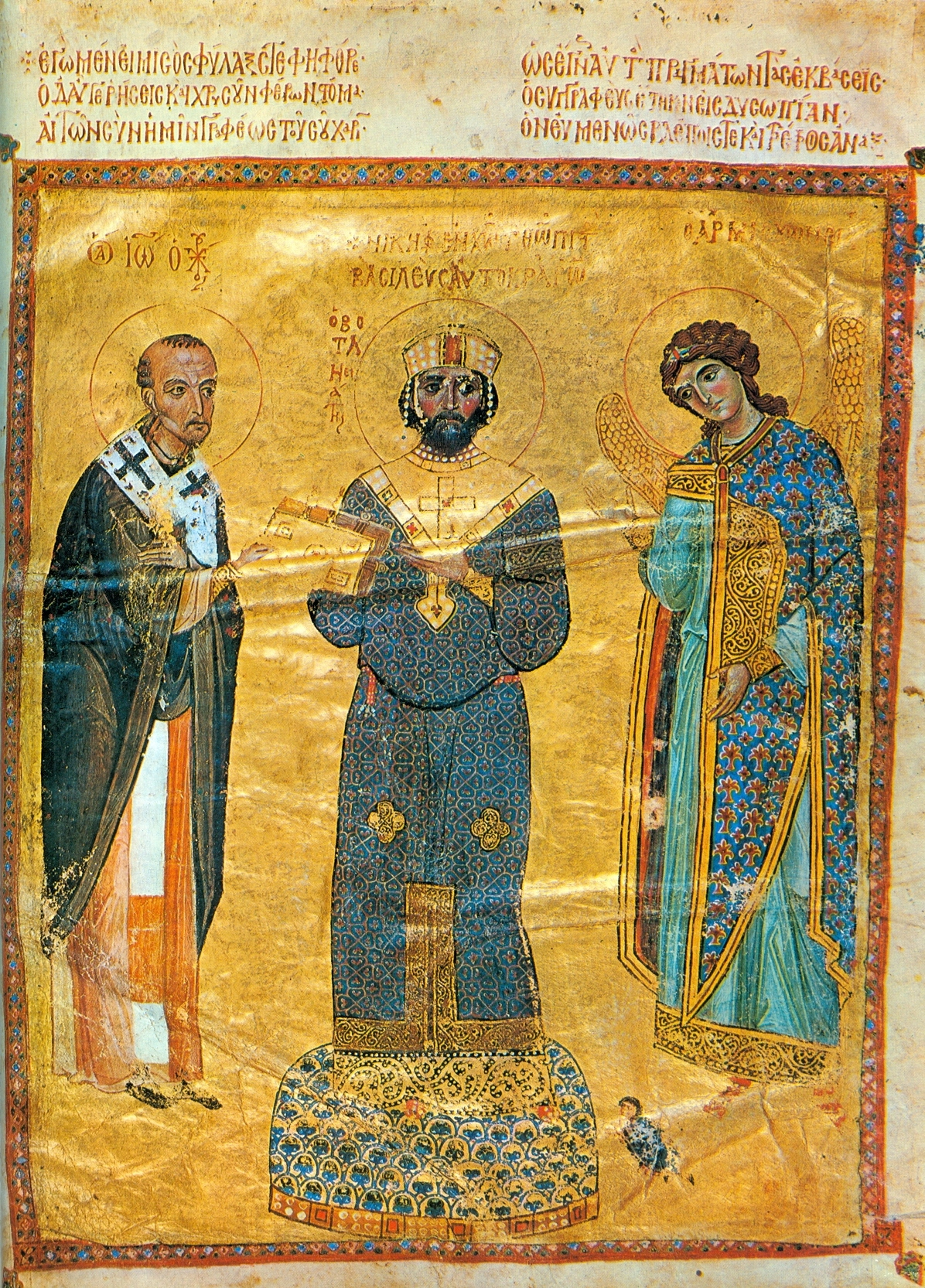
니키포로스 3세 보타니아티스 (재위 1078~1081)

이러한 상황에서 제국은 동쪽으로는 튀르크인, 서쪽으로는 노르만인에게 동시에 공격 받게 되면서 양면 전선이 형성되었다. 1040년에 노르만인들은 약탈을 위해 이탈리아 남부의 동로마 영토를 공격하기 시작했는데, 이들을 격퇴하기 위해 1042년 게오르기오스 마니아케스 휘하의 용병 및 징집병 혼성 부대가 파견되었다. 그는 성공적으로 작전을 수행하였지만 콘스탄티노폴리스 정부와의 갈등으로 말미암아 제국에 반기를 들었다. 이로 인해 이탈리아 영토 수복 작전은 훗날로 연기되었고 1071년까지 동로마 제국은 노르만족이 이탈리아 영토를 계속 잠식해나가는 것을 좌시할 수 밖에 없게 되었다.
한편 동쪽에서는 커다란 변화가 일어나고 있었다. 바로 기존의 이슬람 강대국이었던 파티마 왕조가 약화되고 새롭게 일어난 셀주크 튀르크가 세력을 확장해 나가고 있었던 것이었다. 특히 셀주크 제국이 중앙아시아에서 발흥함에 따라 그곳에 있던 튀르크인들 역시 셀주크와 함께 중동으로 유입되었는데, 이들은 단순히 한 지역에 정착하는 것이 아니라 각지를 돌아다니며 약탈을 일삼았고, 이는 동로마 제국의 영토에서도 별반 다르지 않았다. 그러나 재정난에 시달리고 있던 동로마 제국은 동부의 군대를 대부분 해산시킨 상태였으므로, 바실리오스 2세 이래로 크게 넓혀져 있던 동부 국경선 전역이 튀르크인들의 공격에 직면하게 되었다.(자세한 것은 카페트론 전투 문서 참조) 이 지경이 되서도 1063년 콘스탄티누스 10세는 5만명의 현지 민병대를 해산 시켰으며 재정난 해결을 위해 엄청난 군축을 감행했다. 이 정책은 튀르크인들과의 완충지대 역할을 하던 아르메니아 방어선을 와해 시키는 결과를 가져왔으며, 마침내 1064년에 셀주크군은 아르메니아 주도 아니를 점령하고 그곳을 전진기지 삼아 1067년에는 카파도키아의 카이사레아까지 진출했다. 셀주크군과 함께 튀르크 유목민들이 몰려와 그곳에서 약탈을 일삼은 것은 물론이었다.
1067년 말 콘스탄티노폴리스의 여론은 또 다시 급변하기 시작했다. 대규모 유목민들의 침공으로 유프라테스강 일대의 동부 방어선이 완전히 붕괴되면서 그 중심 기지인 멜리티니는 포위 당했고, 튀르크 유목민들은 아나톨리아 반도의 중앙부인 이코니온 평원 일대까지 진입한 상태였다. 이에 콘스탄티노스 10세의 치세에 경외시 당하던 군인들의 입지가 급격히 늘어났다. 다만 이것은 콤니노스 가문을 위시한 파플라고니아 군부 세력이 아닌, 카파도키아 군인들에 대한 것이었다. 결국 1068년, 황후 에브도키아는 원로원 상원의 표결로 당시 반란을 일으켰다가 체포되어 사형을 통보 받았던 카파도키아 군부의 대표자 격인 로마노스 4세 디오예니스를 황제로 추대하였다.
로마노스 4세는 두 차례 원정을 나갔으나 별다른 성과를 올리지 못했다. 그 사이 셀주크 제국은 본래 동로마 제국의 세력권 아래에 있던 알레포의 함단 토후국 및 마르완 토후국을 자신들의 영향권으로 편입 시켰고, 제국의 동부 방어선은 완전히 무너져 버렸다. 이에 처음부터 그를 탐탁치 않아하던 원로원과 에브도키아와의 관계가 악화되었고, 로마노스 4세는 그의 입지가 위험해지자 대규모 원정을 결심하였다.

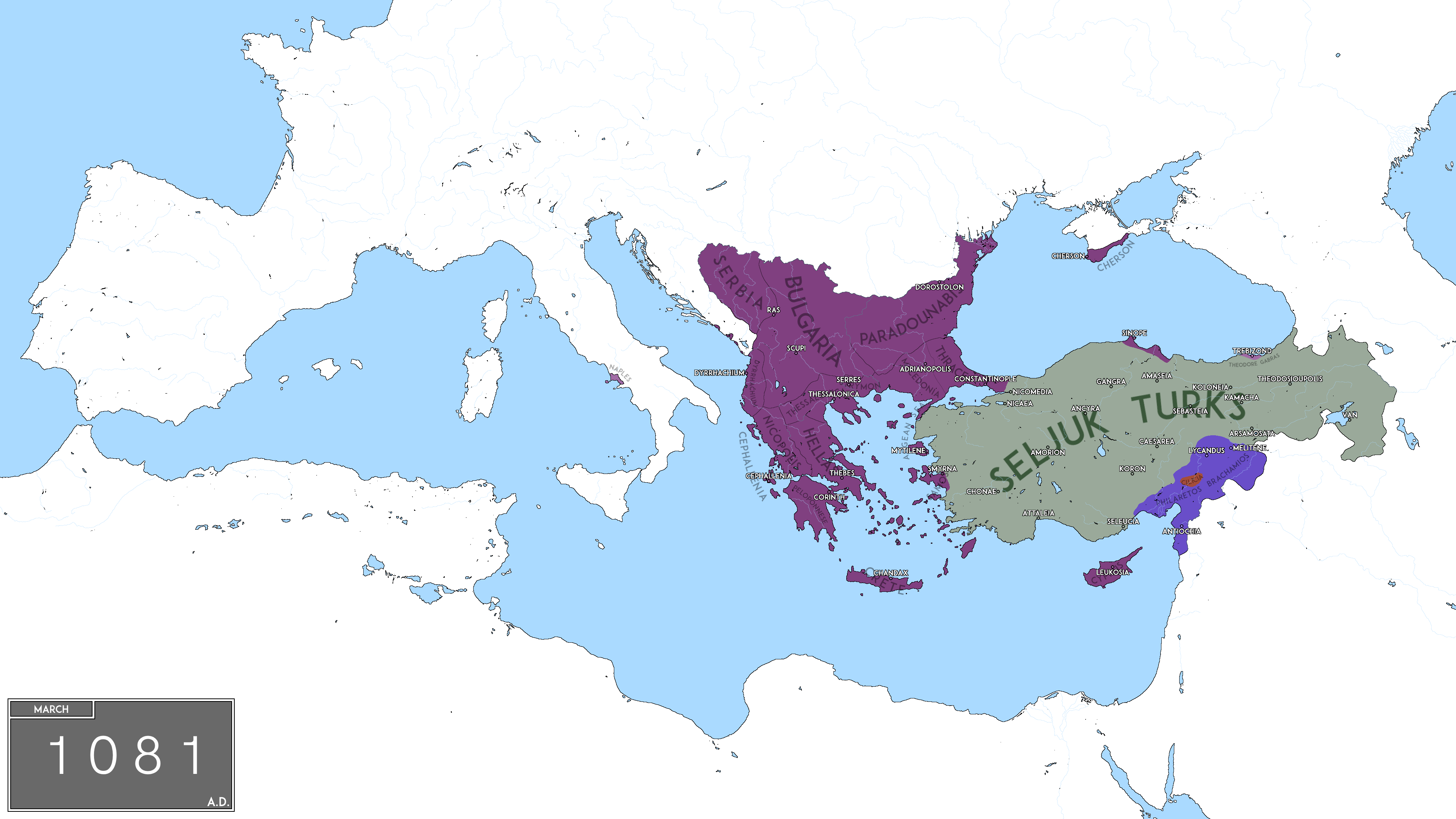
미하일 7세 시기의 동로마 제국 영토(보라색). 아나톨리아 반도의 거의 전역이 셀주크 튀르크(회백색)에게 점령당한 것이 보인다.

그러나 1071년 만지케르트 전투에서 로마노스 4세가 이끄는 동로마 제국군은 셀주크 제국의 알프 아르슬란에게 결정적으로 대패했다. 군사적 피해는 그리 크지 않았으나 문제는 로마노스 4세가 포로로 잡혔다가 풀려나면서 심각한 내분이 발생했으며 각지의 장군들은 내전을 위해 튀르크의 지원을 받고 그 대가로 요충지 및 요새를 할양하는 행동을 반복했다. 1071년부터 1081년까지의 10년 동안은 그야말로 대혼란의 시대였고, 각지의 군부 유력자들이 난립하면서 군벌 시대가 도래했다.
새로 등극한 동로마 황제 미하일 7세는 동부 방어선의 공백을 메꾸기 위해 1072년과 1074년에 각각 아나톨리아 동부의 잔존 가용 병력을 총동원하여 원정을 감행하였으나 모두 실패했다. 그 뒤 튀르크 유목민들은 아나톨리아 고원 깊숙히까지 들어왔고 1080년까지 아나톨리아에 있는 거의 모든 동로마 제국의 영토가 튀르크인들에게 잠식되었으며, 남아 있는 제국령 영토라고는 시노페, 트라페준타 등 흑해 연안의 일부 도시들 뿐이었다. 이제 동로마 제국은 전대미문의 대위기에 직면한 상태가 되었다.

### 알렉시오스 1세

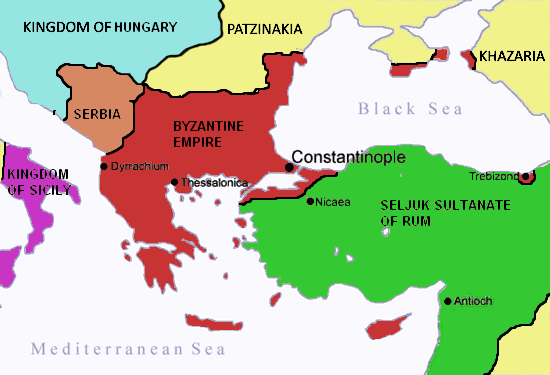
알렉시오스 1세 콤니노스의 즉위 당시인 1081년의 소아시아 및 발칸반도 형세.

만지케르트 전투 이후 콤니노스 왕조의 노력으로 동로마 제국은 부분적으로 회복이 가능하게 되었다. 특히 콤니노스 왕조의 첫번째 황제였던 알렉시오스 1세 콤니노스의 37년에 가까운 장기간의 통치 기간은 외부와의 투쟁 및 내부 안정에 제국의 여력이 집중되는 모습을 보였다.
1081년에 그가 즉위했을 당시, 제국은 만지케르트에서의 패배 및 오랫동안의 내전으로 혼란에 빠져 있는 상태였으며 외부에서의 위협은 심화되고 있었다. 특히 서쪽에서는 로베르 기스카르 및 보에몽 드 타란토이 이끄는 노르만인들이 남이탈리아에서 제국의 영향력을 지워나가는 중이었는데, 그들은 디라히온과 코르푸를 점령하고 테살리아의 중심도시 라리사를 포위하면서 제국의 패권에 도전했다. 알렉시오스 1세는 노르만인들을 상대로 친히 군대를 이끌었지만, 최선의 노력에도 불구하고 동로마 제국군은 전투에서 패배하고 말았다. 그러나 1085년 로베르 기스카르가 사망하면서 노르만인의 위협은 한동안 부차적인 문제가 되었다.
노르만 문제가 일시적으로 해결됐다고는 하지만 이것은 시작에 불과했으며 알렉시오스 1세에게 닥친 시련은 아직도 수없이 많았다. 역설적으로 쇠퇴하는 제국을 복구하기 위해서는 수많은 자금이 있어야 했지만, 당시 제국의 조세 및 경제 시스템은 완전히 박살이 났고 인플레이션은 걷잡을 수 없이 치솟고 있었으며, 동전의 가치가 크게 떨어졌을 뿐만 아니라 국고는 바닥을 보였다. 이러한 절망적인 상황에서도 알렉시오스 1세는 콘스탄티노폴리스 총대주교가 마음대로 처리한 동방 정교회의 재산을 일부 이용하여 노르만족에 대항하는 원정에 자금을 댈 수 있었다.

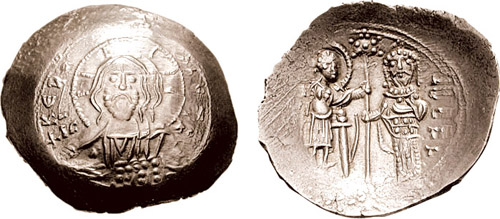
테살로니키의 조폐소에서 주조된 일렉트럼 히스타메논. 로베르 기스카르와의 전쟁 도중에 발행된 것이다.

1087년에 황제는 또 다른 새로운 침략에 직면했다. 이번의 침략자들은 폰토스 스텝으로부터 와서 다뉴브강 북안에 도달한 약 8만 명의 페체네그인들이었다. 알렉시오스 1세는 이 위협을 물리칠 수 있는 충분한 병력이 없는 상황에서 외교를 통해 승리를 거두었다. 또 다른 야만족 부족인 쿠만인들에게 도움을 청하면서 뇌물을 준 그는 1091년 4월 28일 레부니온 전투에서 쿠만 동맹군과 함께 페체네그인들을 기습하여 궤멸시켰다.
마침내 알렉시오스 1세는 서부에서 잠시 동안이지만 안정을 되찾았고, 동로마 제국의 심각한 경제난 및 전통적인 방어 체계의 붕괴를 해결할 기회를 찾을 수 있었다. 특히 가장 시급한 문제는 테마 제도의 와해로 인해 무너져버린 제국의 군사력을 복구하는 것이었다. 그는 일종의 봉건 제도인 프로니아 체제를 도입하여, 이를 기반으로 새로운 군대를 양성함으로써 셀주크족으로부터 소아시아를 탈환할 준비를 거듭해 나갔다.
다만 잃어버린 영토를 탈환할 충분한 인력이 없었으므로, 알렉시오스 1세는 어쩔 수 없이 서방에 도움을 청해야 했다. (이것은 디라히온에서 그가 노르만 기병대의 활약에 감명을 받은 것도 있다.) 1095년 피아젠차 공의회에서 동로마 제국의 사절단이 교황 우르바노 2세에게 동방에서 기독교도가 겪는 곤란을 전하고, 만약 서방이 돕지 않는다면 이들이 계속 무슬림에 지배 받게 되리라고 역설하면서 동방 교회와 서방 교회의 통일 가능성을 암시했다. 교황은 알렉시오스 1세의 요청이 서유럽 국가들을 결합시키면서도 자신의 권력을 강화할 절호의 기회라고 판단했으며, 결정적으로 주요한 적들이 없는 상태에서 서유럽의 군사 귀족들이 발호하는 것에 두려움을 느껴 이를 수락했다.

#### 1차 십자군

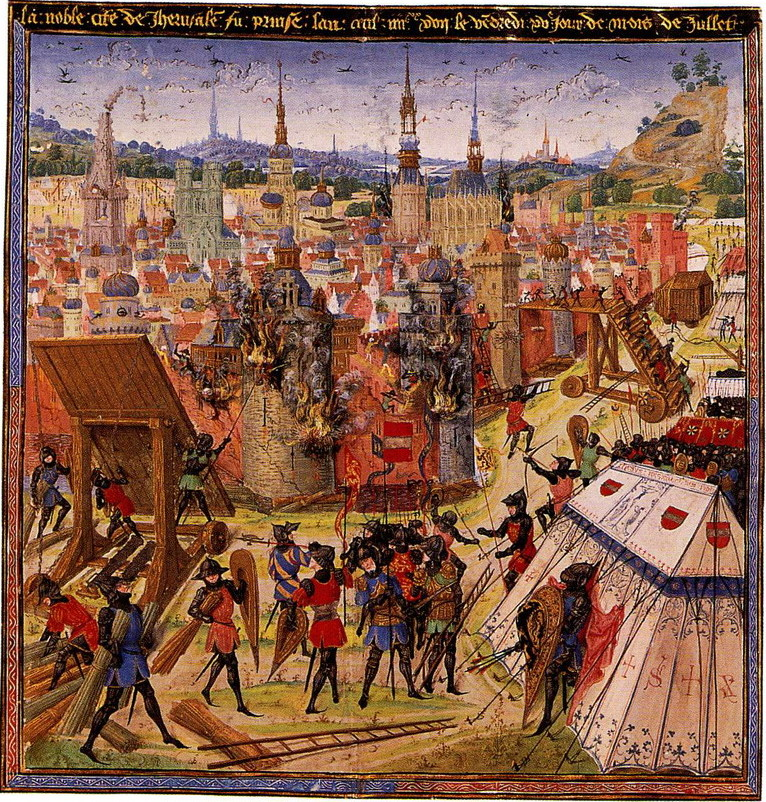
제1차 십자군 전쟁 중 예루살렘 함락을 묘사한 중세 필사본.

1095년 11월 27일, 교황 우르바노 2세는 프랑스 클레르몽에서 공의회를 소집하여, 모든 기독교인들이 십자가의 표식 하에 무기를 들고 예루살렘과 동방을 무슬림에게서 탈환하기 위해 순례적인 성격의 무장 군사 원정을 개시할 것을 촉구했다. 또한 이에 참여한 모든 사람들에게는 지옥으로 가는 것을 면하는 면죄부가 주어질 것이라고 약속했다. 대부분의 사람들은 이에 열광했으며 서유럽은 매우 흥분하여 미친 듯이 날뛰었다. 곧 수많은 십자군 기사들이 몰려들었다. 이리하여 십자군 전쟁 및 제1차 십자군 원정(1096~1099)이 시작되었다. 그러나 이는 재앙이었다. 왜냐하면 프랑크인들은 동로마를 도와주기보다 소아시아에 자신의 속주들을 세우는 데에만 더 관심을 가졌기 때문이었다. 동로마 입장에서도, 단기적으로는 안보 부담이 한층 감소하는 듯 했지만 장기적으로는 제국에 맞먹거나 어떤 부문에서는 오히려 제국을 능가하게 될 정도로 부쩍 성장한 카톨릭 서구권과의 충돌을 예고하는 것이었기 때문에 큰 위협이 아닐 수 없었다.
알렉시오스 1세는 서방이 용병 형태로 병력을 지원해주리라 예상했으며, 이렇게 거대하면서도 잘 훈련되지 않은 민병대 수준의 군대가 재빠르게 동로마 영토로 들어올  것이라고는 상상도 하지 못하였기 때문에 아무런 준비가 되어 있지 않았다. 첫 번째로 제국 영내에 진입한 십자군은 은자 피에르 휘하의 군중 십자군이었는데, 이들은 알렉시오스 1세의 "소아시아 해안 지역에 머물라"는 명령에도 불구하고 제멋대로 일부 지역을 약탈하면서 그곳의 주민들을 학살했다. 그러나 그들은 1096년 10월 21일에 니케아로 진군하던 와중 셀주크족에게 습격을 받아 거의 모두가 학살당했다.
이후 고드프루아 드 부용이 이끄는 기사들로 구성된 두 번째 '정규' 십자군이 제국 영내에 들어왔는데, 황제는 십자군 주력군의 지휘관 8명 중 보에몽을 비롯하여 4명이 노르만족인 사실에 불만을 가졌으나, 십자군이 콘스탄티노폴리스를 통과하게 되는 상황이 오자 이들을 어느 정도 통제할 것이라고 다짐하였다. 알렉시오스는 자신은 십자군에게 길을 안내하고 이들을 호위하도록 하는 대신, 십자군 지휘관들이 성지로 가는 도중에 튀르크인에게서 정복한 모든 도시와 영토를 동로마 제국에 반환할 것을 요구했다. 십자군 측 대부분은 이에 서약하였다. 동로마 장군 타타키오스와 동행한 이들은 확실히 정규 기사였던만큼 이전의 군중 십자군에 비해 큰 성과를 거두었다. 이들의 승리로 알렉시오스 1세는 니케아, 히오스, 로도스, 스미르나, 에페소스, 필라델피아, 사르디스, 그리고 소아시아 서부 등의 영토를 수복하고 아울러 여러 중요 거점 도시 및 섬들을 튀르크인들로부터 탈환할 수 있었다. 이것은 전적으로 황제의 친서방 정책과 더불어 능수능란한 외교에 기반한 것이었지만, 실제로 십자군과의 관계는 그리 우호적으로 전개되지 않았다. 이후 동로마 제국과 십자군의 사이가 나빠지자 십자군 지휘부는 안티오키아 공성전 당시 알렉시오스가 자신을 돕지 않은 것을 근거로 당초에 했던 서약이 무효라고 판단했다. 특히 보에몽은 스스로를 안티오키아의 공작이라 칭하면서 동로마 제국에 곧장 선전포고 했는데, 1108년에 데아볼리스 조약을 체결한 뒤 알렉시오스 1세의 봉신이 되는 것에 합의해야 했다.

#### 제국의 회복

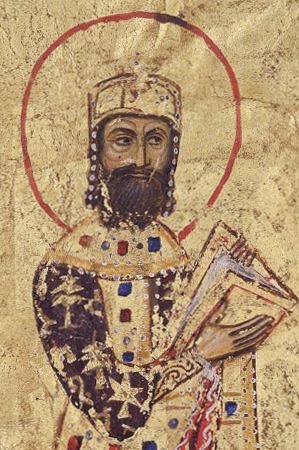
알렉시오스 1세 콤니노스의 초상화

동서방이 모두 안정되고, 경제 정책이 확실히 성공을 거두면서 알렉시오스 황제 말년의 동로마 제국은 안정세에 접어들었다. 그러나 제국을 안정기로 만든 것과는 별개로 알렉시오스 1세는 그의 삶의 마지막 20년 동안 인기를 잃었다. 이것은 쇠락해가는 제국을 구하기 위해 어쩔 수 없이 시행한 가혹한 정책들 때문이었다. 알렉시오스는 황실 재정을 회복하기 위해 귀족들에게 중과세 정책을 취하고, 긴급 자금을 수혈하기 위해 교회가 누렸던 세금 면제를 많이 취소했을 뿐만 아니라 교회의 재산을 징발하였다. 강경한 과세 정책, 징병제와 더불어 친족 족벌주의 역시 제국 신민들과 귀족들에게 좋게 보이지 않았다. 이에 알렉시오스는 교회, 구빈원, 병원을 건설하고 빈자 구휼 정책을 펴는 한편, 불가리아에서 성행하던 보고밀파 이단을 정리하며 지지를 얻어보고자 했으나 민심은 계속 떨어져 가는 상황이었다.
한편 황궁 내에서도 문제는 산적해있었다. 알렉시오스의 장녀이자 포르피로옌니타인 안나 콤니니는 공공연하게 둘째 아들인 요안니스 왕자를 모함하고 있었고, 후계 갈등에 알렉시오스의 아내인 이리니 두케나까지 안나를 지지하면서 혼란이 가중되고 있었다. 그러나 황제의 통풍은 심각한 수준까지 악화되고 있었으며 노쇠한 황제는 딸을 완전히 제어하지 못했다. 말년의 황제는 여러 부분에서 다시 떠오르는 문제를 해결하려 노력했으나 이를 모두 끝내지 못한 채로 1118년 8월 15일에 사망했다.
그럼에도 불구하고 알렉시오스 1세의 정책은 제국의 생존에 필수적이었다. 재정적, 군사적으로 파탄 지경에 이르렀을 뿐만 아니라 외부로부터의 침략 물결에 직면한 동로마 제국은 알렉시오스 1세가 물려받았을 당시에는 거의 붕괴 직전에 있었다. 하지만 알렉시오스 1세는 여러 노력 끝에 제국의 국력을 어느 정도 회복하고 후계자들에게 성장 가능한 상태의 제국을 물려줌으로써 향후 1세기 동안 동로마 제국이 다시 부흥하는 토대를 마련했다는 점에서 높이 평가 받고 있다.

### 요안니스 2세

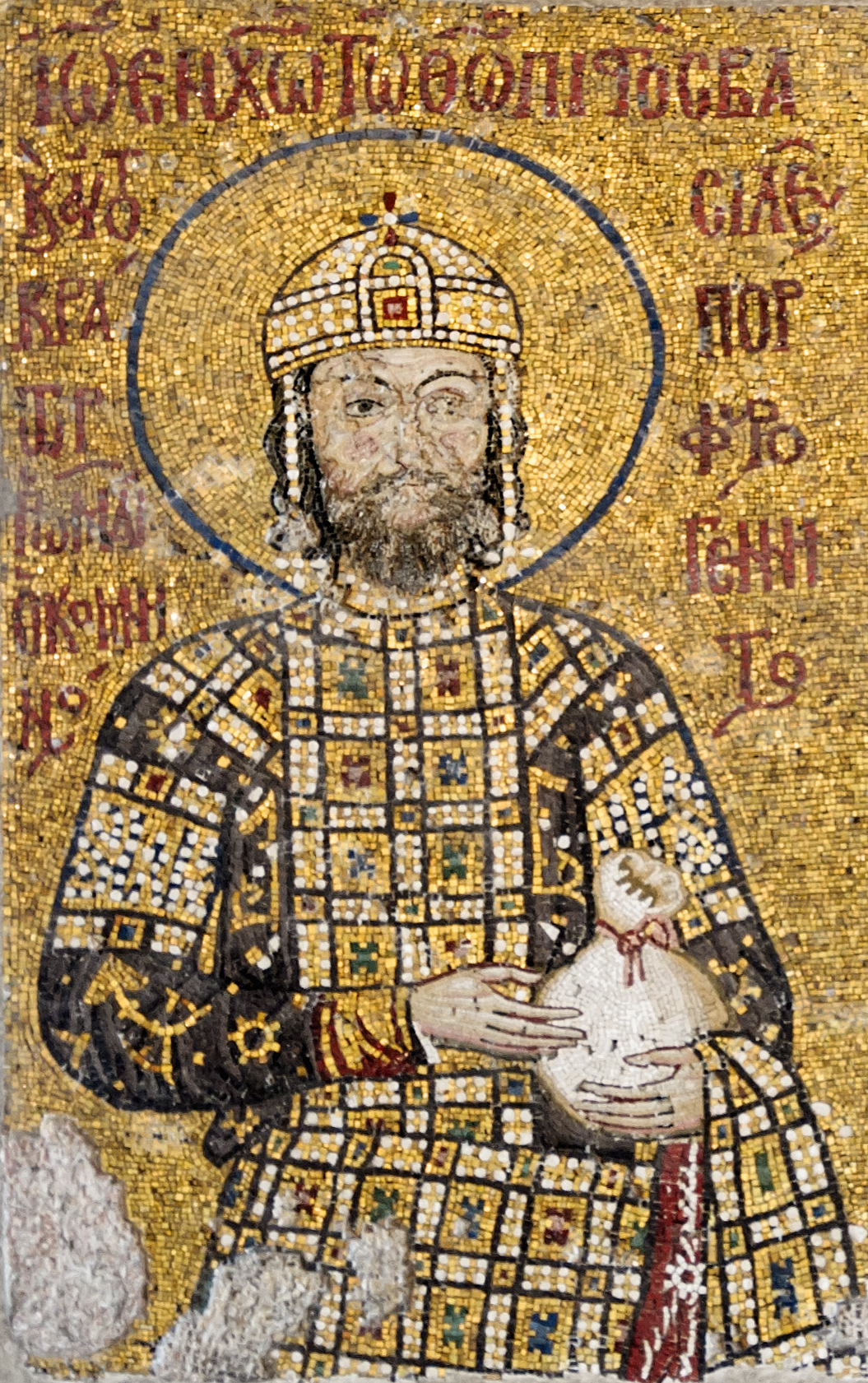
요안니스 2세 콤니노스의 초상화. 통치 기간(1118–1143) 동안 그는 용기, 헌신 및 경건함으로 모두를 대하며 성실하고 심신을 바쳐 있는 힘을 다함으로써 십자군으로부터도 존경을 받았다. 이러한 성격 덕분에 요안니스 2세는 동로마의 철인황제 마르쿠스 아우렐리우스라고도 불렸다.

여러 문제들을 제치고 알렉시오스 1세의 아들 요안니스 2세 콤니노스가 그의 뒤를 이어 동로마 황제로 즉위했다. 요안니스 2세의 치세는 잔인함과 폭력적인 정치가 없었다는 것이 특기할만한 점인데, 오랜 통치에도 불구하고 그는 사람을 함부로 죽이거나 눈을 멀게 한 명령을 내리지 않았으며, 신하들에게도 관용적으로 대함으로써 그들의 존경과 사랑을 받아 '좋은 요안니스'라는 별명을 얻기도 했다. 그는 또한 일과의 대부분을 군인 및 장군들과 함께 보내면서 전투나 공방전 등을 직접 지휘하는 활기찬 황제이기도 했다.
요안니스 2세의 치세 역시 외부로부터의 수많은 어려움으로 점철되었다. 적들은 제국의 사방에서 나타났는데, 북방의 기마병 유목민(페체네그, 쿠만)들은 수시로 다뉴브강을 넘어 발칸반도의 동로마 영토에 침입했으며 소아시아의 룸 술탄국 및 튀르크인들은 제국의 패권을 호시탐탐 노리고 있었다. 하지만, 요안니스 2세는 곧 그의 전임자만큼 단호하고 활기찬 자신을 증명해 보였다. 베로이아 전투에서 요안니스는 직접 페체네그인들에 맞서 군대를 지휘했고, 바랑기아 친위대의 도움으로 그들을 궤멸시킬 수 있었다. 이 전투의 승리는 매우 커서, '페체네그'라는 한 민족이 13세기가 끝나기 전에 완전히 소멸되는 결과를 가져왔다.

#### 헝가리 문제
한편 요안니스는 헝가리 공주 피로스카와의 결혼으로 말미암아 헝가리 왕국 내부의 왕위 계승 분쟁에 휘말리게 되었다. 1095년부터 헝가리는 칼만, 알모시 형제의 불화로 내전 상태에 돌입해 있었는데, 알모시와 그의 아들 벨러는 콘스탄티노플로 도망쳐 친척 피로스카 태자비에게 도움을 요청했다. 이에 요안니스 2세는 그들에게 마케도니아 일대의 영지를 내 주었고, 이곳은 반(反)칼만 헝가리인들의 구심점이 되었다. 칼만은 내부 불만을 잠재우기 위해 어쩔 수 없이 마케도니아의 헝가리 반군을 용인했지만, 그의 형제이자 두 번째 헝가리 왕인 이슈트반 2세는 알모시를 추방할 것을 요구하며 동로마 제국을 공격했다. 1128년, 헝가리군이 베오그라드와 니소스, 소피아와 같은 동로마령 발칸 영토를 공격하고는 북부로 돌아갔다. 트라키아의 필리포폴리스 인근에 있던 황제는 즉시 반격에 나섰다. 다뉴브강의 함대와 이스쿠르 계곡의 가도를 따라 행군한 두 갈래의 제국 중앙군은 다뉴브강 북방으로 도하하는 헝가리군을 추격했다. 이슈트반은 풍토병에 걸린 상태에서도 일사불란하게 군대를 지휘해 적의 추격을 뿌리치고 하람의 요새에 진을 쳤다. 이에 황제는 다뉴브강과 네라강이 합류하는 곳에서 2km 정도 떨어진 곳에서 함대를 이용해 몰래 도하 하였고, 이슈트반의 헝가리군은 불시의 습격을 받고 궤멸되었다.
이후 이슈트반과 헝가리군을 지원하려 봉기한 세르비아인들은 라스키아(Rascia)의 족장 볼칸의 지도 아래 동로마인들을 공격했지만, 이것은 제국에게 있어 산발적인 반란에 불과했다. 1130년경이 되면 세르비아 반군은 대부분 포로로 잡히고, 아나톨리아의 새로 건설된 도시에 농경지를 받고 정착하게 된다. 니키타스 호니아티스는 이를 두고 "비잔티움 제국의 군사적 성공은 몇 가지의 교전을 통해 평화를 회복 시켰다"라고 언급한다. 실제로 이 시기 동로마 제국의 다뉴브 국경은 확실하게 확보되어 있었다.

#### 소아시아 및 레반트 전역
그 뒤 요안니스 2세는 자신의 통치기간 동안 그의 관심을 끈 소아시아에 보다 더 집중할 수 있게 되었다. 이미 황제는 이전에 휘하의 요안니스 악수흐 장군으로 하여금 룸 술탄국 응징 원정을 감행토록 하여, 대략 50km에 달하는 지역을 탈환하고 요새화 하는 작업을 진행했던 바가 있었다. 특히 룸 술탄국이 다니슈멘드 토후국과의 분쟁으로 혼란에 빠짐에 따라 아나톨리아 반도의 수복이 눈 앞으로 다가오는 듯 싶었다. 1130년, 요안니스 황제는 다니슈멘드와의 전면전을 개시하여 파플라고니아, 강그라 등의 아나톨리아 중부 영토를 수복하고 카스타모누를 공성전 끝에 함락시켰다. 이후 튀르크인들에게 핍박받던 동로마인들과 아르메니아인들을 구출하여 아나톨리아 서부에 재정착시켰으며, 심지어 튀르크계 아미르들까지 황제에게 자발적으로 항복하게 만들거나 포섭하여 다니슈멘드 아미르에게 칼을 돌리게 했다. 이들은 대부분 '투르코폴레스(Turcopoles)'라고 불리는 동방 정교회 신앙의 튀르크족, 또는 동로마의 황제보다 다니슈멘드 아미르를 더 혐오하고 있던 룸 술탄국의 귀족들이었다. 이따금 다니슈멘드 군대의 반격이 있기는 했으나, 황제의 군대에 제2의 만지케르트를 가하려던 튀르크인들의 시도는 역효과를 낳을 뿐이었으며 1035년까지 매년 이어진 원정은 대체로 성공적으로 끝났다. 오히려 제국의 사민 정책과 맞물리면서 아나톨리아 북서부는 이전과 같이 융성하기 시작했다.
요안니스 2세는 그 이전의 바실리오스 2세와 마찬가지로 느긋하지만 매사에는 착실한 인물이였다. 그의 군대는 시간이 지날수록 더 신중하고 확실하게 측정된 이득 만을 취할 수 있게 되었으며, 과도한 위협에 노출되는 일 역시 거의 없게 되었다. 그럼에도 불구하고 튀르크인들은 어느 한 교전에서 결정적인 패배를 당하는 것을 미룬 채로 계속 세력을 회복하면서 동로마 제국의 영역을 침입해왔다. 그들은 동로마 황제가 여러 방면의 전선을 돌아다니느라 한 전장에서 오래 머물기 어렵다는 것을 잘 파악하고 있었다.
따라서 요안니스 황제는 일련의 요새를 건설함으로써 그의 정복과 소아시아에서의 기존 동로마 제국의 지배권을 공고히 하는 것을 목표로 삼았다. 역사학자 폴 막달리노(Paul Magdalino)는 그의 저서 「마누엘 콤네노스의 제국The empire of Manuel Komnenos」에서 이 과정을 동로마 제국 전 역사 가운데 콤니노스 왕조의 중흥 및 복원적인 맥락에 놓음으로써 설명하려 했다. 그의 부친 알렉시오스 1세 시기에도 동로마 제국은 해안 요새 지역들을 가지고 있었지만, 요안니스 2세는 이제 로파디온, 아키라오스, 라오디케아와 같은 지역들까지 요새화함으로써 소아시아 내륙의 계곡 지대까지 동로마 제국의 지배권을 확장시켰는데, 요안니스 치하에서의 이러한 질서 회복은 농업의 번영을 가져와 전쟁으로 나뉘어졌던 지역들을 동로마 제국의 '생산적이고 가치 있는 부분'으로서 이전과 같이 작동할 수 있도록 만들어주었다.
그의 통치가 끝날 무렵, 요안니스 황제는 안티오키아를 방어하기 위해 노력을 기울이는 한편으로 소아시아 남동쪽 킬리키아의 해안 지대를 점령했다. 그 뒤 부친과 그가 평생 동안 육성한 베테랑 군대를 지휘한 채로 요안니스는 시리아로 진격했으며 그곳에서 기독교의 대의를 위해 열심히 싸웠지만, 동맹이었던 안티오키아의 레몽 및 에데사의 조슬랭 2세를 비롯한 십자군 기사들은 동로마 군대가 샤이자르의 함락을 위해 고군분투하는 동안 앉아서 주사위 놀이나 하고 있었다. 이들은 동로마 제국이 안티오키아를 가질 명분을 주지 않기 위해 태업에 들어간 상태였고, 황제 역시 공성전에 회의감을 느끼고 있었다. 결국 샤이자르를 포기한 채로 동로마 군대는 회군할 수밖에 없었다. 그리고 얼마 지나지 않아 요안니스 2세는 사냥에 나섰다가 독화살에 손을 찔려버려 사망해버리고 말았다. 동로마 제국의 중흥기를 이끌었던 황제 치고는 대단히 허무하고 어이없는 죽음이었다.
전반적으로, 요안니스 2세 콤니노스는 동로마 제국을 이전보다 훨씬 더 부유하게 만들어주었다.  그의 치세에 대부분의 실지가 회복되었을 뿐만 아니라, 안티오키아 공국 및 에데사 백국과 같은 십자군 국가들에 대한 동로마의 종주권이 성립되었으며, 외부로부터의 침입(페체네그, 세르비아, 셀주크 튀르크)을 성공적으로 방어한 그의 업적은 동로마 제국의 명성을 회복하는 데 많은 기여를 했다. 또한 전쟁에 대한 그의 신중하고 체계적인 접근법은 제국을 갑작스러운 패배의 위협으로부터 보호해주었으며, 단호한 결단력과 노련한 전술은 적군의 요새에 대한 성공적인 포위와 더불어 결과적으로 제국군의 승리를 이끌어내었다. 역사학자 J.버켄마이어(J. Brikenmeier)는 최근 요안니스 2세의 치세가 콤니노스 왕조 시대 중 가장 성공적이었다고 주장했다. 저서에서 그는 요안니스의 전쟁 접근법의 지혜로움을 강조하면서, "제한적이지만 현실적인 목표를 가지고 매년 원정을 시작하는 요안니스의 전략이 그의 아들 마누일 1세보다 더 합리적"이었다고 주장한다. 이 견해에 따르면, 요안니스 2세의 군사 원정의 개요는 동로마 제국의 심장부를 외부의 공격으로부터 보호함과 동시에 소아시아 방면의 영토를 확장시키는 것을 목적으로 함으로써 이익이 되었다. 이로 인해 튀르크인들은 수세적인 입장을 취할 수 밖에 없었으며, 서방 황제와 동맹을 맺고 시칠리아의 노르만인들을 견제함으로써 외교 상황을 비교적 단순하게 유지하는 것을 가능케했다.

### 마누일 1세

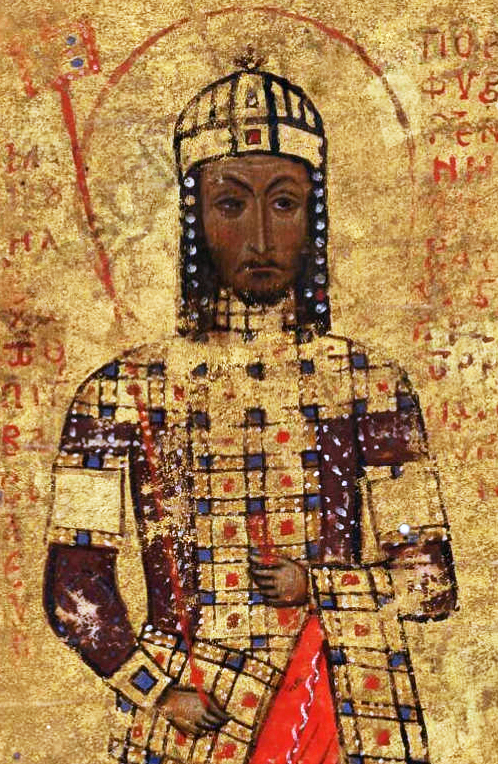
마누일 1세 콤니노스의 초상화. 그는 로마 제국의 제 111대 황제이자 약 1세기 동안 동로마 제국의 마지막 중흥기를 이끈 콤니노스 왕조의 4대 황제였으며, 로마 제국 역사상 대제(大帝)의 칭호를 받은 4명의 황제가운데 마지막 황제이기도 하다.

요안니스 2세의 후계자는 그의 넷째 아들 마누일 1세 콤니노스였다. 동로마 역사가 니키타스 호니아티스는 마누일이 타인의 조언을 주의 깊게 듣는 능력 덕분에 형보다 우선시되었다고 기록했지만, 실제로 그는 부친 못지않게 활기차고 카리스마 있는 성격으로 유명했으므로 아마도 아닐 가능성이 있다. 그는 동로마 황제치고는 이례적으로 서유럽 국가들에 대해 대단히 우호적인 스탠스를 취했으며, 그들과의 외교 관계에 있어 친서방적인 정책을 취했다. 따라서 그의 명성은 특히 사후에 서방과 십자군 국가들에서 높게 평가 받았는데, 일례로 라틴 역사가 티레의 윌리엄은 마누일 1세를 두고 "하나님을 사랑하며 비할 데가 없는 에너지를 가진 위대한 영혼의 사람"이라고 묘사했고, 클라리의 로베르트는 "너그럽고 가치 있는 사람"이라며 그를 칭송했다.
마누일 1세가 재위하던 12세기 중후반은 동로마 제국의 역사에 있어서 큰 전환점 중의 하나인데, 이 무렵은 중세 후기에 들어와 뒤바뀌기 시작한 동방 제국(帝國)과 서방 제국(諸國)의 역학 관계가 완전히 역전되는 시기이기도 하며, 동로마 제국이 지중해 세계의 국제 질서에서 마지막으로 강대국의 면모를 과시한 시기이기도 하다. 또한 상술했듯이 마누일 1세의 친서방 정책으로 하여금 서방 기독교 세계와의 교류가 잦아짐에 따라, 동로마인들은 자신들의 국가가 기독교 세계에서 더 이상 독보적인 위치를 가지고 있지 않음을 깨달았다. 자신들을 제외한 모든 세력들을 야만인으로 취급하던 이전의 세계관은 대폭 수정되어야 했고, 자신들의 정체성에 크나큰 의문이 제기되었다. 여러 학자들이 공저한, 로마 황제들에 대한 온라인 백과사전인「De Imperatoribus Romanis」에서는 다음과 같이 설명하고 있다.
동로마인들은 자국이 더 이상 다민족 보편제국이 아니라 민족국가라는 사실을 마지못해 받아들였던 것으로 보이며, 또한 그들이 자신들을 주변의 이민족으로부터 선을 그어 국별하기 위한 자칭으로서 '로마인[Romans]' 뿐만이 아니라 '그리스인[Hellenes]'이라고 지칭하기 시작했던 때가 바로 마누일의 시기였다.— 콤니노스 왕조 황제들에 대한 설명 중

마누일 1세는 37년의 재위기간 전체에 걸쳐 과거 동로마 제국의 영광과 더불어 제국의 초강대국으로서의 지위를 되찾기 위해 진력했다. 그의 외교 정책은 야심적이면서도 또한 확장적이어서, 지중해 세계의 구석구석까지 뻗어나갔다. 한편으로 그는 교황을 비롯하여 여러 서방 기독교 국가들과 수차례 동맹을 맺었고, 잠재적으로 큰 위협이었던 제2차 십자군이 그의 제국을 통과하는 것을 성공적으로 처리함으로써 결과적으로는 십자군 국가들을 동로마 제국의 보호령으로 만들었다.
특히 그는 서방과 동방 양면에 걸쳐 이웃 국가들을 상대로 공격적인 전투를 벌였는데, 팔레스타인의 무슬림들과 맞서면서 예루살렘 왕국과 동맹을 맺어 이슬람 세력을 견제하였으며, 십자군의 파티마조 이집트 침공에 참여하기 위해 대규모 함대를 파견했다. 또한 남부 이탈리아의 항구 도시들에 대한 동로마의 지배권을 회복하기 위한 노력으로 1155년 원정을 감행하기도 했다. 이 원정은 동로마-반란세력-교황령의 연합군으로 구성되어 초기에는 비교적 성공을 거두었으나, 시간이 지날수록 내부에 균열이 발생하면서 결국에는 실패로 돌아갔다. 그러나 이러한 군사적인 패배에도 불구하고 마누일은 단호했고, 1167년 헝가리 왕국을 성공적으로 침공하여 시르미움 전투에서 헝가리인들을 대파하였으며, 발칸 반도 및 헝가리에서 매우 성공적인 성과를 얻었다. 폴 막달레노는 고대 후기 이래로 어떠한 황제도 이 지역을 그렇게 효과적으로 지배하지 못했다고 주장하면서 이 사건을 특히 돋보이게 했다.

#### 미리오케팔론 전투
하지만 동방에서 마누일 1세의 업적은 그리 빛을 발하지 못했을 뿐만 아니라 굉장히 모호했다. 1175년 마누일은 이코니온의 룸 술탄국에 대해 '성전'을 선포했으나 이듬해 여름에 미리오케팔론 전투에서 튀르크인들에게 패배하고 말았다. 이 전투에 대한 과장된 설명은 종종 동로마 군대의 대부분이 전멸했으며 이후 제국이 소아시아에서의 영향력을 잃어버렸다고 묘사하면서 한 세기 이전의 만지케르트 전투와 비교하지만, 이 전투로 인한 군사적 손실은 그리 크지 않았고 비록 심각한 굴욕이기는 했지만 '재앙'은 아니었다는 것이 정론으로 받아 들여지고 있다. 실제로 전투에 참여한 대부분의 병력은 무사히 보존되었으며 이듬해 소아시아에서 잘 활동한 것으로 확인된다.
그러나 미리오케팔론 전투는 확실히 전략-전술적인 측면에서는 재앙에 가까웠다. 우선 주요 전진 기지 중 하나였던 수블레온(Soublaion) 요새가 조약을 조인하는 과정에서 철폐되었으며, 룸 술탄국이 제국의 영향력에서 완전히 벗어남으로써 튀르크인들이 다시금 노략질을 일삼기 시작했다. 하지만 무엇보다도 가장 심각한 것은 지중해 국제 세계에서의 동로마 제국의 위상 및 입지가 상당히 훼손되었다는 것이었다. 북이탈리아의 롬바르디아 동맹이 교황의 중재로 호엔슈타우펜조 신성로마제국과 화해를 모색하면서 동로마가 기존에 북이탈리아 지역에 행사하던 영향력은 크게 약해졌고 팔레스타인의 예루살렘 왕국도 동로마 제국의 영향권에서 벗어나 신성 로마 제국과 더 가까워지고 있었다. 이제 서서히 건강이 나빠지기 시작한 황제로서는 향후 그의 후계자를 위해 여전히 분주하게 움직여야 할 필요가 있었다.

#### 말년
마누일 1세는 일단 1177~1179년 사이에 서방에서 추가적으로 동맹 세력을 물색하였으며 동시에 룸 술탄국과 지속적으로 교전함으로써 동방에 대한 압박도 지속해 나갔다. 특히 메안데르 계곡 인근에서 히엘리온-리모키르 전투를 벌여 튀르크 대군을 격파한 뒤로 룸 술탄국의 공세는 현저히 약화되었다. 1178년 파나시온을 공격하였으나 실패하였고, 1179년에는 클라우디오폴리스를 포위했으나 황제가 소규모의 기병만을 이끌고 친정하자 퇴각하는 모습을 보였다. 수년 간 공방이 이어졌지만 국력 차는 확연했다. 1177년부터 응징을 위해 전쟁을 지속했던 룸 술탄국은 수년 간의 전쟁에도 불구하고 별다른 이득을 보지 못한 채 거꾸로 압박 당하는 상황에 몰렸다. 마침내 1179년 연말에 룸 술탄국은 전반적인 국력의 열세를 이기지 못하고 불리한 평화 조약에 동의해야 했다.
1179년에 마누일 1세는 프랑스 왕국의 루이 7세와 결혼 동맹을 성사 시켰다. 루이 7세는 2차 십자군 때의 일로 하여금 동로마 제국에 나쁜 인상을 가지고 있었으나, 황제가 보낸 외교단을 대동한 플랑드르 백작 필리프의 중매 끝에 9살난 공주 아녜스를 10살난 동로마 제국의 황자 알렉시오스 2세 콤니노스에게 시집 보내는데 동의했다. 한편 마누일 1세는 신성로마제국의 바로 아래 있는 몬페라토 후국과도 결혼 동맹을 통과시켰다. 27살난 장녀 마리아 콤니니와 몬페라토 후작의 5남인 17살난 레니에르와 혼인 시킨 것인데, 그의 죽은 큰 형과 시빌라 사이의 아이가 예루살렘의 왕이 될 것이고, 후작위를 이을 둘째 형이 장차 예루살렘에서 주요한 인사가 되며, 이후 셋째 형이 몬페라토 후작위를 이어 받을 것을 생각해보자면 황가와 후작가의 격이 맞지 않는 결합이었음에도 매우 의미 있는 혼인이었다. 이탈리아 내에서의 영향력이 강화되는 것은 덤이었다.
나이 차 많은 이복 남매의 혼례를 치르던 1180년 3월, 미리오케팔론에서의 실패로 혼돈에 빠져드는 듯 했던 지중해는 다시 안정되었다. 각각 전쟁으로 굴복시킨 헝가리 왕국과 룸 술탄국은 제국에 저자세를 취하고 있었다. 교황령과의 관계를 1179년 ~ 1180년간 다시 개선하는 한편 프랑스 왕국, 몬페라토 후국 등 과의 혼인 동맹이 이어지자 베네치아 공화국의 이탈로 막을 수 없어 보였던 신성 로마 제국의 남하는 재차 좌절되었다. 킬리키아에서는 동로마군이 아르메니아인들을 격파하고 있었으며, 안티오키아 공국은 차기 황제의 외가로서 존재할 터였다. 영향권을 벗어나는 듯 했던 예루살렘 왕국 역시 안티오키아 및 몬페라토와의 동맹이 굳건히 유지된다면 살라딘의 위협 때문에 마누일이 구축한 혼인 관계를 통해 동로마 제국의 대전략 속으로 복귀할 것이었다.

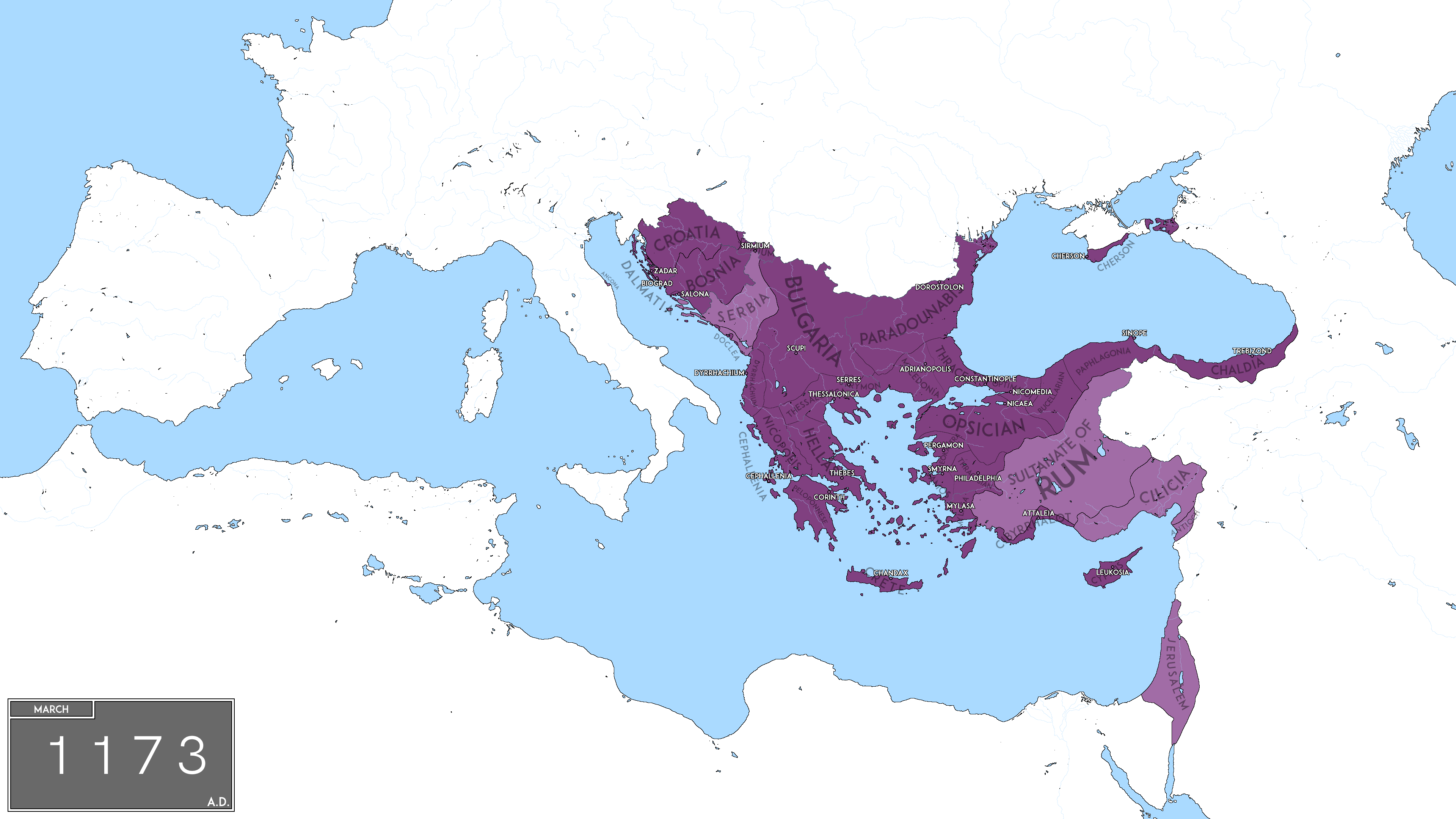
1173년경 마누엘 1세 콤니노스 치하 동로마 제국의 강역 및 영향권. 이 무렵의 동로마 제국은 다시 한번 지중해에서 가장 강력한 국가였으며, 그 영향력은 발칸 반도 북부에서 팔레스타인까지 뻗어 있었고, 서쪽의 아라곤, 프랑스, 독일, 피사, 제노바, 로마에서 동쪽의 안티오키아, 예루살렘, 콘야에 이르는 동맹국과 굳건한 외교 네트워크를 형성했다. 또한 경제력으로는 수배의 영토를 가졌던 유스티니아누스 대제 시절의 제국과 비교할 정도였고, 이를 뒷받침하는 해군, 상인, 화폐 등은 국경을 넘어 이집트, 이탈리아, 심지어 러시아에까지 힘을 과시했다.

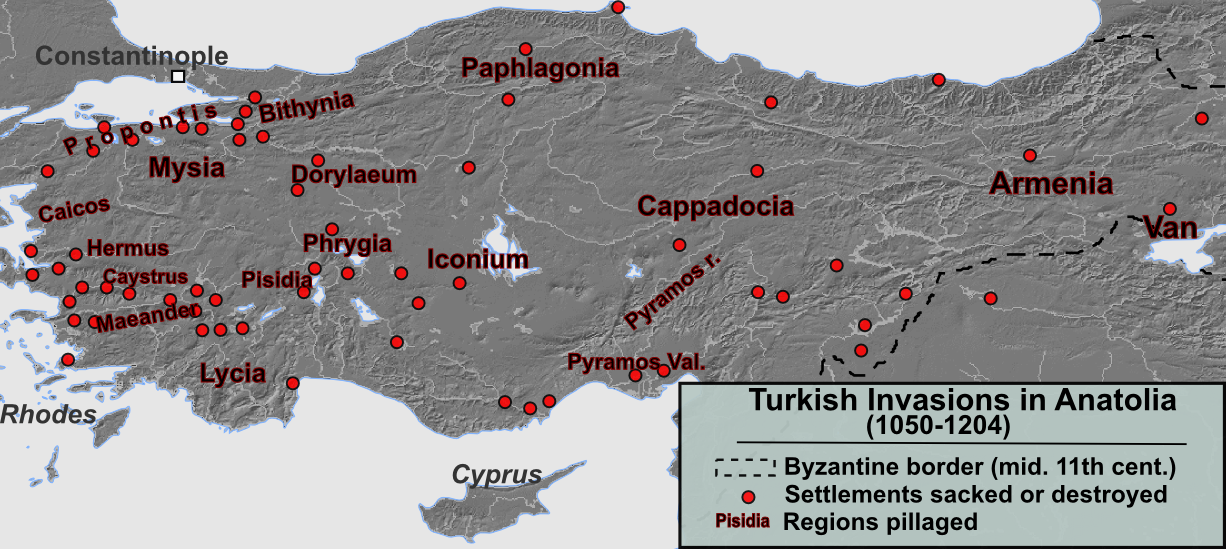
튀르크인들의 1차 이주 물결(1050~1204 AC) 당시 영향을 받은 지역 및 도시들

니키타스 호니아티스에게 찬사를 받았던 동로마령 소아시아의 요새화 계획은 특히 마누일 1세 뿐만 아니라 콤니노스조 황제들의 대표적이고 중요한 성공으로 여겨진다. 개중에서도 마누일은 아나톨리아 내부의 튀르크인들에게 공물을 요구하는 한편, 수많은 도시 및 정착지의 방어를 개선하고 그 지역 전역에 새로운 수비대와 요새를 건설했다. 세 명의 콤니노스 황제들 모두의 노력이 누적된 결과, 마누일 치세 말기의 동로마 제국의 소아시아 지배력은 (만지케르트 전투 이후) 그 어느 때보다도 강력했다. 폴 막달레노는 이를 두고 그의 저서에서 다음과 같이 묘사했다.
마누일 1세의 치세가 끝나갈 무렵 동로마 제국은 반도의 모든 부유한 농업 저지대 지역을 지배했고, '그들에게 덜 친절한' 산과 고원 지대만 튀르크인들에게 맡겼다.

종교적인 영역에서, 로마 가톨릭교회와 동방 정교회 간의 분쟁 및 황제의 친서방정책은 라틴인들과의 협력을 도모하려는 그의 시도에 해를 끼치기도 했지만, 양 교회 사이의 갈등을 치유하고 궁극적인 목표인 통합에 가장 가까이 다가간 동로마 황제는 확실하게 마누일 1세였다. 일례로, 훗날 교황 인노첸시오 3세는 동로마 황제 알렉시오스 3세에게 "유명한 선대 황제 마누일을 본받아야 한다"고 말했을 정도이다. 아마도 그는 마누일 1세에 대한 긍정적인 견해와 호감을 가지고 있었을 수도 있다.
마누일 1세는 또한 십자군 국가들에게 영향력을 확대하는 데 매우 성공적이었다. 특히 그는 동로마 성직자들이 매일 그리스 전례를 할 수 있도록 허용된 예루살렘 성묘교회를 포함하여 성지의 수많은 바실리카 수도원 및 그리스식 수도원의 건축과 장식에 적극적으로 참여했다. 이 모든 것은 그가 안티오키아와 예루살렘에 대한 패권을 확보하면서, 안티오키아 공작 르노 드 사티용과 예루살렘 왕 아모리 1세과의 합의로 십자군 국가들의 실질적인 지배자로서 군림했다. 서방 기독교 국가들 및 교황들 사이에서 영향력과 동맹국을 얻는 이러한 성공적인 외교 정책은 마누일 1세 콤니노스 치세에서 가장 인상적인 업적 중 하나로 여겨진다.

### 군제 개혁
1081년 콤니노스 시대가 시작됐을 당시, 동로마 제국은 전례 없는 최소의 규모로 그 영토 범위가 축소되었다. 오랜 내전으로 피폐해진 정치, 재정 붕괴로 인한 군사력의 약화, 외부로부터 다가오는 위협으로 제국의 전망은 암울해 보였다. 그러나, 알렉시오스 1세 콤니노스, 요안니스 2세 콤니노스, 마누일 1세 콤니노스로 대표되는 이른바 "콤니노스 3현제"들은 단호한 결단력, 결정적인 군사 개혁, 그리고 수년 간의 군사 원정으로 동로마 제국의 국력을 어느정도 회복할 수 있었다. 개중에서도 콤니노스 황제들의 성공에 중요한 요소는 단연 동로마 군대의 재건이었다. 그들이 만들어낸 새로운 군사 제도는 소위 콤니노스 군대로 알려져 있으며, 1081년부터 1180년까지 동로마 문명이 번성할 수 있는 기반을 마련해주었다.
새로운 부대는 전문적이고 규율이 있었다. 그곳에는 콘스탄티노폴리스에 주둔하고 있던 '불멸자들(중장기병 부대)', 그리고 사망한 군 장교들의 아들들로부터 모집한 아르콘토풀로이와 같은 막강한 친위대들 뿐만 아니라 마케도니아, 테살리아, 트라키아의 카타프락토이 기병대와 소아시아 흑해 연안의 트레비존드 아르케르, 바르다르 계곡의 기독교 헝가리인들에게서 모집한 기병대 바르다리오트 등 여러 지방군이 포함되었다. 국가가 직접 육성하고 동원한 병종들과 함께, 콤니노스 군대는 군사 귀족들의 무장 군벌화ㅡ즉 일부 장군들의 봉건 세력화를 촉진 시켰다. 군대에 복무하는 대가로 토지를 소유하는 프로니아 제도의 설립은 콤니노스 시대 말엽 에는 군사 기반 시설에서 주목할만한 요소가 되기 시작했으며, 그 이후에는 훨씬 더 중요해졌다. 1097년 당시 동로마 제국의 병력은 총 7만명 언저리였고, 1180년 말에는 아마도 이전과는 비교조차 할 수 없을 정도로 엄청나게 팽창했을 것이다. 야전군 역시 이 기간 동안 급격히 증가했는데, 알렉시오스 1세 치세 동안 20,000명이었던 것이 요안니스 2세 시기에는 약 30,000명으로 늘어났고, 마누일 1세의 치세 말기에는 40,000명을 넘겼다.
요안니스 2세 치하에서 마케도니아 사단은 유지되었고, 새로운 토착 동로마 군대가 지방에서 모집되었다. 요안니스 및 마누일 시기에 동로마령 소아시아가 번영을 누리기 시작하면서, 그곳의 네오카스트라, 파플라고니아, 그리고 심지어 셀레우키아 지역에서 더 많은 군인들이 육성되었다. 이들은 또한 니코메디아에 정착했던 페체네그(기갑 궁사)와 세르비아인 같은 패배한 민족들로부터 모집 되기도 했다. 토착 부대는 나중에 정규 부대로 편성되어 아시아와 유럽 양방에서 주둔할 것이었다. 때때로 콤니노스 군대는 안티오키아, 세르비아, 헝가리에서 온 연합군들에 의해 종종 전력이 강화되었기 때문에, 그들 군대는 일반적으로 약 2/3에서 1/3 가량이 외국인이었다. 궁수, 보병 및 기병 부대는 서로 지원하면서도 결합된 전력을 투사 하기 위해 함께 묶여 편성되는 모습을 보여주었다.
황제 마누일 1세는 서방의 영향을 많이 받았으며, 따라서 그의 시대에 동로마 군대 역시 서유럽 국가들의 방식으로 육성되고 재편되었다. 또한 이때 서유럽을 모방하여 갑옷의 중량이 늘어나기도 했다. 마누일은 일신의 무력이 뛰어난 황제이기도 했기 때문에 직접 '기사다운' 토너먼트에 참여하는 모습을 보여주었는데, 그의 기량은 당시 참관했던 서유럽인들에게 깊은 인상을 남겼다고 전해진다.
한편 발칸 반도 및 아나톨리아 영토에는 영구적인 군사 거점이 건설되었다. 이것은 요안니스 2세의 치세 동안 처음으로 묘사되는데, 아나톨리아의 주요 거점은 마르마라해 인근의 린다코스강에 있는 로파디온에 있었고, 유럽의 주요 거점은 트라키아의 킵셀라에 있었으며, 여타 거점들은 소피아(세르디카) 및 테살로니카 서쪽의 펠라고니아에 위치했다. 이것은 콤니노스 황제들의 위대한 혁신으로 일컬어지며, 그 시기에 등장한 동로마 군대의 효율성 향상에 중요한 역할을 했을 것이다. 이들 거점은 군대의 이동을 도와주는 일종의 역참, 군대의 육성을 담당하는 훈련소, 그리고 군사 원정을 위한 병력 및 야전군의 집결 지점과 같은 역할로 사용되었다.

### 12세기 르네상스

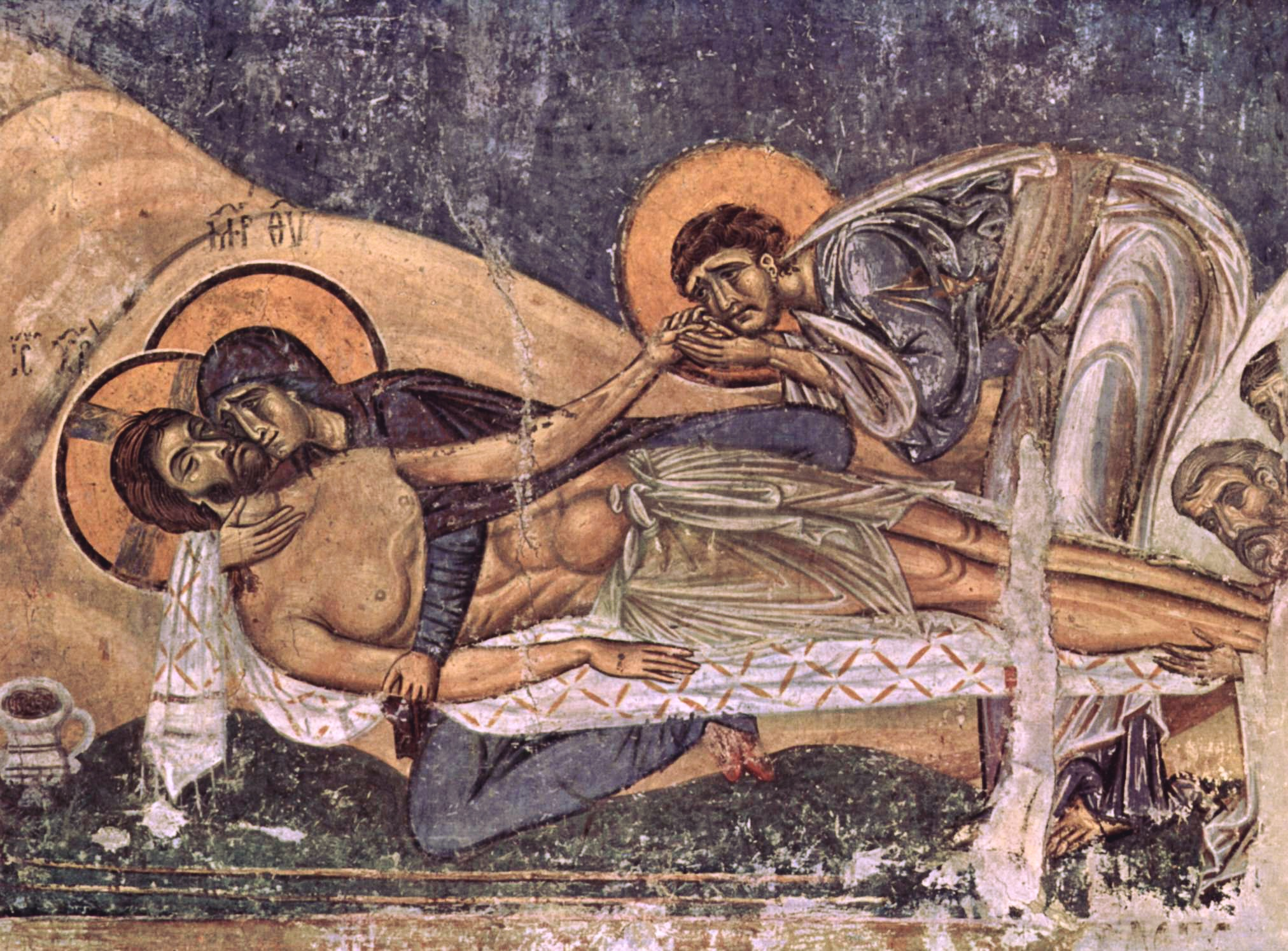
'12세기 콤니노스 예술의 훌륭한 예로 여겨지는 북마케도니아 스코페 인근 네레지 성 판텔레이몬 교회의 프레스코화 "그리스도의 죽음을 애도함(Lamentation)". 1164년경의 작품이다.

최근 동로마 제국에서 '12세기 르네상스'가 일어났다는 주장이 제기됐다. 비록 이 용어가 널리 사용되는 것은 아니지만, 12세기 동로마인들이 급속한 경제 성장에 기반을 둔 주요한 문화적 발전을 목격했다는 것은 의심의 여지가 없다.
12세기는 인구 수준이 증가하고 새로운 농경지가 생산에 광범위하게 도입됨으로써 동로마 제국의 경제가 상당한 성장을 이룬 시기였다. 유럽과 소아시아에서 발견된 고고학적 증거는 이 시기에 도시 정착지의 규모가 상당히 증가하고 신도시의 '주목할 만한 증가'가 발생했다는 것을 시사한다. 아테네의 중세 도시는 11세기에 시작되어 12세기 말까지 계속되는 급속하고 지속적인 경제 성장을 경험했다. 또한 제국령 그리스의 두 번째 도시인 테살로니키는 유명한 여름 박람회를 개최하여 발칸 반도 전역의 상인들을 유치하고 사람들로 북적거리는 시장을 만들었다. 코린토스에서 생산되는 비단은 경제의 번영을 촉진시켰다. 한편 소아시아 일부 지역에서는 11세기 후반 튀르크인들의 습격으로 인해 인구가 감소했지만, 12세기 동안 콤니노스 황제들이 시골 지역에 광범위한 요새화 정책을 실시하면서 다시 인구가 증가했다.
전반적으로 이 시기에 인구에 기반한 번영이 크게 증가한 것을 감안하면, 동로마 제국의 경제 회복은 국가의 경제 기반을 강화하는 정책에 따른 것을 알 수 있다. 이것은 콤니노스조 황제들, 특히 마누일 1세 콤니노스가 어떻게 그들의 힘과 영향력을 이 시기에 그렇게 광범위하게 투사할 수 있었는지를 설명하는 데 도움이 된다.
이 시기에 발생한 부는 동로마 제국의 문화 생활에 긍정적인 영향을 미쳤다.12세기 동안 모자이크화가 부흥하고 지역적인 건축 학파들이 여러 독특한 양식을 창조해냄으로써 각지에 문화상 영향을 전파했다. 또한 고전 시대의 저자들에 대해 관심이 되살아나기 시작했으며 이른바 "르네상스"로서 초기 인본주의의 모델을 제시했다. 테살로니케의 에우스타티오스는 동로마 제국의 다른 것보다 가장 특별히 눈에 띄는 인본주의를 언급한다. 철학에서는 고전 작품들에 대한 해설서의 출판이 크게 증가한 것이 특징적이며, 7세기 이후로 볼 수 없었던 고전 학문의 부흥 역시 이루어졌다. 게다가, 콤니노스 왕조 시기에는 고전 그리스 지식이 동로마 국경을 넘어 서양에 전해지기까지 했다. 번영과 문화적인 생활의 측면에서 바라본다면, 콤니노스 시대는 동로마 역사의 정점 중 하나였으며 그 수도인 콘스탄티노폴리스는 규모, 부, 문화 면에서 당대 그리스도교 세계의 선도적인 도시 역할을 수행했다. 고전 그리스 철학에 대한 새로운 관심이 싹텄을 뿐만 아니라 토착 그리스어로 작성된 문학적 기록들의 증가가 목격되었다는 정보도 있다. 비잔티움 예술과 그 문학은 유럽에서 탁월한 지위를 차지했으며, 이 기간 동안 비잔티움 예술이 서양에 미친 문화적 영향은 엄청났을 뿐만 아니라 오랫동안 지속되는 중요성을 지니고 있었다.
N.H. 바이네스(N.H. Baynes)는 그의 저서 「동로마 문명개론An Introduction to East Roman Civilization」에서 다음과 같은 말을 남겼다.
그것이 12세기 비잔티움 예술의 영향이었고, 러시아, 베네치아, 이탈리아 남부, 시칠리아 모두가 사실상 그것의 제작에 전념하는 지방 중심지가 되었다.

### 안드로니코스 1세 콤니노스의 집권, 그리고 콤니노스 왕조의 몰락

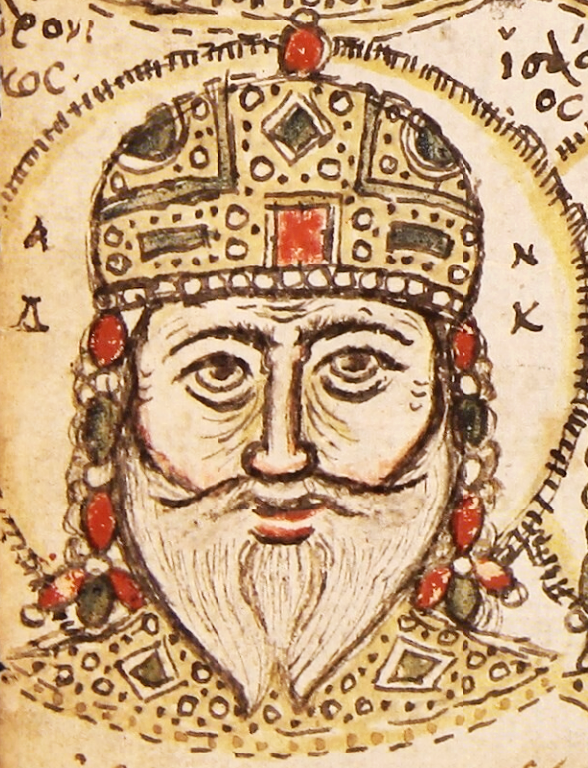
안드로니코스 1세 콤니노스의 초상화.

1180년 9월 24일 마누일 1세의 죽음은 동로마 제국의 운명에 전환점이 되었다. 마누일은 어린 아들 알렉시오스 2세가 국정을 제대로 통치하지 못할 것을 우려하여 생전에 황후 마리아에게 섭정을 부탁한 상태였다. 그러나 반서방 기류가 팽배하던 당시 동로마 제국에서 그녀의 섭정 집권은 신민들의 분노를 불러일으켰는데, 이것은 거의 내전에 가까운 수준으로 발전했으며 마누일의 사촌이었던 안드로니코스 1세 콤니노스에게는 절호의 기회가 되었다. 안드로니코스는 1182년에 무슬림 분견대를 포함한 군대와 함께 콘스탄티노폴리스로 진군 하고, 그곳에서 라틴인들을 모조리 학살하는 초유의 사태를 벌였다. 또한 그는 알렉시오스 2세의 누이인 포르피로게니타 마리아와 그녀의 남편인 몽페라트의 레니에르를 독살 했으며, 마리아 황후를 감옥에 가둔 뒤 고위 장교(헤타아르케스)인 페테게오니테스와 콘스탄티누스 트리피초스를 불러 살해했다. 이로써 이제 그에게 남은 정적은 아무런 보호를 받지 못하는 어리고 연약한 알렉시오스 2세밖에 없었다. 알렉시오스 2세마저 1183년에 살해 당한 뒤에, 안드로니코스 1세는 단독 황제로 즉위하고 프랑스의 아녜스를 자신의 황후로 맞이했다.
안드로니코스 1세의 출발은 괜찮았다. 특히 그가 제국 행정부를 개혁하고자 쓴 수단은 역사가들에게 높이 평가 받았다. 안드로니코스는 부패를 근절하려고 시도했는데 그의 시대에 매관매직이 없어지고 편향 없이 능력과 공로에 따라 관리를 선발했으며, 뇌물의 유혹을 막고자 관리에게 충분한 봉급을 지불했다. 지방 관구에서 안드로니코스의 개혁은 신속하고 괄목할만한 성과를 보였다. 모든 형태의 부패가 그의 열정적인 개혁으로 제거되는 것처럼 보였다.

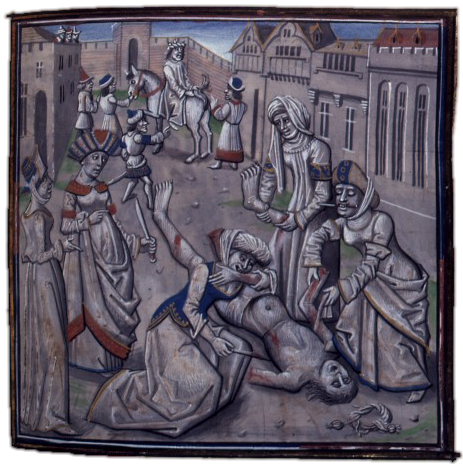
안드로니코스 1세의 죽음을 묘사한 중세 시대의 삽화. 현재 프랑스 국립도서관이 소장 중이다.

그의 법이 엄중함을 느낀 제국 신민들은 동시에 자신들의 정의를 인정했고, 중앙 정부의 신속한 일 처리에 신뢰를 보냈을 뿐만 아니라 자신들이 보호 받고 있다는 것을 알게 되었다. 억압적인 세금 징수자들과 제국의 부패한 관료들을 억제하려는 안드로니코스의 정력적인 노력은 신민들의 많은 문제를 완화하는 데 도움이 되었다. 그러나 귀족들의 권력을 견제하려는 그의 노력은 상당히 문제가 많았다. 하지만 귀족들은 안드로니코스에게 분노했으며 설상가상으로 안드로니코스는 점점 더 정신이상자가 된 것 같다. 상황이 나빠지자 균형을 잃어 처형과 폭력을 일삼는 공포 정치로 선회한 안드로니코스는 귀족 세력을 아예 절멸하려고 했다. 귀족과 황제의 권력 투쟁은 대규모 살육으로 이어졌고 황제는 정권을 유지하고자 더욱 무자비한 수단을 휘둘렀다.
당시 이사키오스 콤니노스가 키프로스를 장악하고 헝가리의 벨러 3세가 크로아티아 영토를 병합했으며, 세르비아의 스테판 네마냐는 동로마 제국에 독립을 선언한 상황이었는데, 1185년에는 시칠리아의 굴리엘모 2세가 배 300척에 병력 80,000 명을 이끌고 동로마 제국을 대대적으로 침략했다. 또한 일부 지역에서는 안드로니코스 1세의 폭정에 대항하는 반란이 수차례 일어나기까지 했다.
정권에 충성하지 않는 군대와 시민들은 저항의 의지를 보이지 않았고, 안드로니코스의 실책으로 요격군이 족족 격파 당하자 테살로니키가 위치한 마케도니아 지방에서부터 수도에 이르는 트라키아 지방까지의 방위 체계는 모조리 붕괴되었다. 그럼에도 안드로니코스는 공포 정치 및 학살을 쭉 고수하고 있었는데, 그 와중에 간신 스테파노스 하기오크리스토포리테스의 악의에 의해 살해 대상에 오른 이사키오스 앙겔로스가 자신을 잡으러 온 하기오크리스토포리테스를 우발적으로 죽이는 사건이 일어나게 된다. 겁에 질린 이사키오스는 하기아 소피아 대성당으로 도주하여 신민들에게 호소하였고, 이를 알게 된 수도 시민들은 그동안 쌓인 불만을 한꺼번에 터트리는 폭동을 일으켰다. 이는 곧 도시 전역으로 빠르게 퍼져나갔다.
당황한 안드로니코스는 폭동을 진압하고 이사키오스를 잡아 들이려 했으나 이미 통제가 불가능한 상황이었다. 이사키오스 앙겔로스는 즉흥적으로 황제로 추대 되어 이사키오스 2세로 즉위하였고, 대세를 간파한 군부 및 근위대는 안드로니코스의 명령을 거부하였다. 황후 아녜스와 함께 탈출을 시도하다가 붙잡힌 안드로니코스 1세는 결국 시내로 끌려나가 오른손이 잘리고 머리카락과 이와 한쪽 눈이 뽑히게 되었으며 얼굴에 끓는 물이 부어지는 등 온갖 고문과 모욕을 당하다 죽었다. 그의 아들이었던 요안니스 역시 아버지가 죽었다는 소식을 듣자 곧장 휘하의 군대에게 살해 당했다. 이로써 안드로니코스 1세의 죽음으로 104년 동안 지속된 콤니노스 왕조는 마침내 막을 내렸다.
안드로니코스 1세는 놀랍도록 대조를 이루는 인물이었다. 잘생기고 언변이 뛰어난 새 황제는 동시에 그의 감초 같은 업적으로도 유명했다. 그는 에너지가 넘치고 능력과 결단력이 있었지만, 필요할 때는 잔인함과 폭력, 공포를 휘두를 수도 있었다. 또한 외국을 떠도는 고달픈 도피 행각에도 불구하고 건강을 유지하고 자신만의 야심을 키워나가는 근성도 가졌으며, 마누일 1세가 사망할 때까지 기다리는 인내심과 함께 수도로 향할 때에는 사람들을 설득하고 끌어들이는 카리스마까지 보여주었다. 확실히 개인으로만 본다면 대단한 인물로서, 마누일 1세가 없었더라면 조금 더 나은 평을 남겼을지도 모르는 사람이었다. 그러나 황제라는 목표 자체에 매몰되었던 것인지, 황제가 된 이후의 행적은 전대의 콤니노스 황제들과 너무나도 비교되는 비전 없는 폭군이요, 미쳐버린 암군의 모습이었다.
안드로니코스 1세는 비록 그의 손자 알렉시오스와 다비드 콤니노스가 1204년에 흑해 연안에서 트라페준타 제국을 건국했음에도 불구하고, 콘스탄티노폴리스를 통치한 마지막 콤니노스 황제였다. 그렇지만 제국의 붕괴에서 안드로니코스의 역할은 논란의 여지가 있다. 역사학자들은 안드로니코스의 짧은 통치가 그의 사후 벌어진 사건들의 어느 정도나 영향을 미쳤는지에 대해 서로 의견이 분분하다. 다만 이들 모두 안드로니코스의 행적이 제국에 부정적인 영향을 끼쳤다는 것에 대해서는 부인하지 않는다. 그의 쿠데타는 당시의 동로마 제국이 크게 의존하고 있던 왕조의 연속성과 연대감을 약화 시켰으며, 이른바 '반 라틴' 정책은 서방에서 동로마 제국에 대한 적대감이 증가했다는 점에서 특히 큰 실패로 비판을 받았다. 특히 1183년의 라틴인 대학살은 그의 가장 중요한 실책으로 여겨지는데, 이후의 동로마 제국의 외교 정책이 항상 서방에게서 사악하고 반라틴적인 것으로 인식되게 했다는 점에서 더욱이 그렇다. 장기적으로 보았을 때 그의 행적이 후대에까지 영향을 미친 셈이다. 또한 프로니아 제도로 봉건화된 군사 귀족들이 제국의 안보에 필수 불가결한 존재가 된 상황에서, 그들을 억누르고 심지어 제거하려는 안드로니코스의 시도는 제국의 군사력에 큰 손상을 입혔다는 주장까지 제기될 정도이다. 하지만 아이러니하게도 지방에서의 그의 개혁은 제국 내부의 건강과 번영에 현명하고 유익했다.
선대 콤니노스 황제들이 100여년간 애써 중흥 시킨 동로마 제국은 당시 지중해 세계의 강대국 중 하나였으며, 가장 유서 깊고 가장 부유한 선진국이었다. 물론 테마 제도가 사실상 해체된 뒤로 제국의 군사력은 양적인 축소를 겪었고, 마누일 1세의 말기에는 군비의 비중도 높아지면서 체제는 불안함을 보이고 있었으며, 콤니노스 1세기를 지나면서 황제 개인에게 제국이 많이 의존하게 되었지만, 국내외의 연결 고리가 많은 알렉시오스 2세가 무사히 장성 할 때까지 버틸만한 여력은 있는 상태였다. 그러한 제국의 미래를 개인의 욕심으로 크게 전환 시키고 결과적으로 망쳐버렸다는 점에서 안드로니코스는 충분히 포카스와 함께 동로마 제국 최악의 폭군 중 하나라고 할 만하다. 안드로니코스와 그 뒤를 이은 앙겔로스조 황제들의 실책 때문에, 그 다음 4분의 1세기에 동로마인들은 수도 콘스탄티노폴리스가 역사상 처음으로 외부 침략군에게 함락 당할 뿐만 아니라 제국이 '대국'의 지위를 잃고 나락으로 굴러 떨어지는 모습을 보게 될 것이었다.

## 여담

### 왜 아나톨리아를 수복하지 못했나?
이 시기의 동로마 제국은 아나톨리아를 다시 획득하는 데에 크게 열의를 보이지 않았다. 서유럽에서 출발한 십자군은 아나톨리아 남부 해안선을 따라 성지로 가는 육로를 확보하였는데 반해, 콤니노스 황제들은 군사 귀족들의 세력 기반인 아나톨리아를 탈환하기보다는 총대주교좌 도시이자 성지에 버금가는 지위를 가진 안티오키아를 획득하는 데에만 총력을 기울었다.
결국 콤니노스조 동로마 황제들은 마누일 1세를 제외하면 아나톨리아에 정착한 튀르크인들에 대해 상대적으로 소홀했고, 그들이 세력을 키우는 동안 몇 차례의 작은 원정 이외에는 별다른 활동을 벌이지 않았다. 물론 콤니노스 왕조가 아나톨리아를 전적으로 방치한 건 아니었다. 당시 제국의 여력이 아나톨리아에 전력할 만큼 풍부하지도 않았고, 이미 아나톨리아는 완전히 튀르크인의 손에 넘어간 뒤였기에 겨우 수복 했다 하더라도 모든 행정 체계를 재건하고 유목민들의 습격으로부터 지역을 방어하기 위해서는 요새화가 필수적인 정책이었는데, 이것은 자금과 인력이 많이 소모되는 정책이었기 때문이다. 자금이라면 몰라도 인력난에 시달렸던 당시 동로마 제국 입장으로서는 어찌 됐든 거의 불가능한 꿈이었다.
우선 알렉시오스 1세는 즉위하자마자 노르만족을 상대로 치열한 전투를 벌여야 했고, 그 다음엔 페체네그와 싸웠으며, 그와 거의 동시에 키프로스의 반란 세력 및 스미르나의 튀르크인 토후 차카와도 전쟁을 벌여야 했다. 결국 그가 아나톨리아 지역에 제대로 신경을 쓸 수 있었던 시기는 페체네그 전쟁이 끝난 1091년 이후 뿐이었는데, 그마저도 다른 방면에서의 전쟁에 대부분의 시간과 자원을 빼앗겨버린 뒤였다. 심지어 알렉시오스 1세가 디라히온 전투에서 남아있던 대부분의 야전군을 상실한 이후에는 제대로 된 병력도 없었다. 6세기경 이라클리오스 이전의 고대 후기나 또는 그 이전의 고대 로마까지 역사가 거슬러 올라가는 수많은 부대가 1071년 만지케르트 전투 혹은 1081년 디라히온 전투에서 전멸/전멸에 근접한 수준까지 궤멸 되어서 역사가 끊어졌다.
그럼에도 알렉시오스 1세는 십자군 이전에는 실지를 수복 하기 위해 심복 타티키오스를 적극적으로 기용하고, 그나마 남아있는 병력을 동원하여 미시아 및 비티니아에서 어느 정도 세력을 재건했으며, 십자군 이후에는 십자군과 처남 요안니스 두카스 대공이 이끄는 제국 함대를 이용해 서부 아나톨리아의 대부분을 수복 하는 성과를 올렸다. 십자군 전쟁 이후에도 아나톨리아에 신경 쓸 겨를이 없었던 건 이전과 마찬가지였지만, 니케아, 아드라미티온, 니코메디아 등의 아나톨리아 해안가 지역을 요새화함으로써 튀르크인의 대규모 공격을 성공적으로 격퇴하였으며, 드디어 아나톨리아에 집중할 수 있게 된 1116년에는 수만 명의 대군을 동원해 아나톨리아 내륙으로 진군 하여 필로멜리온에서 룸 술탄국의 주력군을 격파하고 인근의 로마인들을 구출하는 성과를 내기도 했다.
그러나, 콤니노스 가문의 황제들이 부유한 아나톨리아 해안 지역과 더불어 역사적 상징성이 큰 대도시 안티오키아의 탈환에만 집중하고, 군사적 요충지이지만 황제권에 도전하는 군사 귀족들의 본거지이기도 했던 아나톨리아 내륙은 상대적으로 도외시한 것은 부인할 수 없는 사실이다. 이 대목에서 주로 눈 여겨 볼 것은 국정을 제대로 장악하지 못한 어린 황제였던 알렉시오스 2세와 '유능하고 정력적으로' 나라를 붕괴 시킨 안드로니코스 1세의 치세, 그리고 그런 황제가 있었다는 것도 잊기 쉬운 암군 이사키오스 1세의 치세를 제외하면 알렉시오스 1세가 즉위한 1081년에서 마누일 1세가 사망한 1180년까지, 딱 1세기에 해당한다. 이 시기가 바로 흔히 "동로마 제국의 마지막 중흥기"라고 불리는 콤니노스 3현제의 치세이다.
이 1세기는 동로마 제국의 입장에서는 그리 쉬운 시기가 아니었으나 그 점은 근본적인 전략적 실수에서 보면 커버해주기 어려워진다. 애초에 알렉시오스 1세의 치세 자체가 1071년 만지케르트 전투의 패배 이후, 아나톨리아 전역의 상실과 이로 인한 군사력의 총체적 붕괴, 그리고 화폐 가치가 1/10 이하로 떨어질 정도로 극심한 재정난과 함께 시작되었고, 이런 상황에서 서유럽 및 페체네그를 비롯한 북방 유목민, 동방의 이슬람 제국이라는 3면 전선을 유지해야 했다고 하지만, 이 점은 미증유의 위기에 시달리던 7세기 제국도 더욱 더 크게 겪었던 고질적인 문제였다. 당대의 동로마 제국이 특히 군사력에서 여유 있는 시기는 아니었지만, 아나톨리아에 반독립적인 군사 귀족들을 재건하지 못할 정도의 상황 역시 아니었다.

1180년대의 동로마 제국(영향권 및 속국을 제외한 본토 기준)

결론적으로, 국가 지출(특히 전비)을 감당하기 위한 세수 확보에 필수적인 아나톨리아 해안 지역의 탈환을 우선시한 것 자체는 옳은 선택이었으나, 황가의 힘과 입장 만을 우선시한 아나톨리아 내륙 탈환 의지는 애초부터 매우 실현되기 어려웠다. 콤니노스 황제들이 아나톨리아 수복 자체는 끊임없이 시도했으나 실패했던 것은 바로 여기에 이유가 있다. 산악 지역부터 수복 했어야 했다는 얘기가 아니다. 그러나 이것이 콤니노스 왕조가 아나톨리아 내륙의 탈환에 상대적으로 무관심했던 데에 대한 변명은 되지 못한다. 비록 제국이 1차 십자군이 아나톨리아 내륙을 행군 하면서 수복하고 반환한 이코니온, 티아나, 카이사레아, 이라클리아 등의 도시를 유지할 여력조차 없었다고는 하나, 발칸 반도에 일단 피신해 있던 옛 군사 귀족들의 거점을 회복하는 걸 알렉시오스 1세가 극력 꺼렸기에 여력이 없었던 것이다.
다른 기록에 따르면, 침탈지의 기존 그리스계 기독교인 주민들에게는 세 가지 선택이 주어졌다고 한다.
1. 아직 제국령인 지역이나 튀르크의 손에서 벗어날 수 있는 오지로의 피난.
2. 이슬람으로 개종하고 튀르크의 힘에 복종해 재산과 목숨을 보호하는 것.
3. 튀르크의 위협에도 불구하고 종교와 정체성을 유지하고 지역에 남는 것.

첫 번째 선택지와 두 번째 선택지를 택한 주민들이 상대적으로 많았고, 이는 아직 튀르크의 손에 있던 아나톨리아 지역에서 제국의 영향력을 악화 시키는 결과를 가져왔다고 하지만, 이러한 과정은 한 번에 완료된 게 아니라 백 년 넘게 진행되었던 것을 생각해봐야 한다.
상술한 대로 콤니노스 왕조의 황제들 또한 놀고 있지 않고 꾸준히 자력으로 튀르크인들의 세력을 축소하거나 굴복 시키려고 노력했다. 그러나 기본적인 군사적 전제에 무리가 있었던 이상, 내륙 지역을 탈환한다고 해도 이슬람화, 튀르크화되어서 점진적으로 동화 되어가는 그 지역 주민들의 동요를 잠재우기는 대단히 어려웠다. 그 지역을 튀르크 유목민으로부터 안전하게 지켜내며, 수십 년 만에 그 지역에 행정 조직을 온전하게 재건하려면 결국 해답은 예전처럼 제국에게 충성하는 반독립적인 군사 귀족들을 재건하거나, 그 자리에 십자군 국가를 세우는 것이었지만 이는 국내 안정을 우선시한 콤니노스 왕조로서는 받아들이기 어려운 대안이었다.
물론 콤니노스 왕조의 황제들이 무능하고 무관심하진 않았으며, 알렉시오스 1세의 외교 정책을 근본부터 반성한 마누일 1세는 상당한 성과를 올리는 데 성공했다. 당시 제국의 역량을 보면 마누일 1세 뒤에 제대로 된 후계자들이 있었어도 아나톨리아 수복이 끝내 불가능했을 거란 가정은 무리한 가정이며, 콤니노스 왕조의 통치가 결국 제국의 튀르크에 대한 약세로 이어질 수 밖에 없었던 필연이란 주장은 많이 설득력이 떨어진다. 그러나 콤니노스 왕조의 황제들이 취한 군사 전략에 애초부터 적지 않은 무리가 있었던 건 사실이며, 이것이 아나톨리아 수복에 무시하지 못할 장애물이 된 것 역시 부인할 수 없다.

### 튀르크 축출이 가능했는가?
만지케르트 전투의 패배를 전후로 튀르크는 아나톨리아로 조금씩 유입되었으며, 동로마의 정쟁이 불안해지면서부터는 밀물처럼 밀려오게 된다. 여기서 보통 제기되는 가설이, '마누일 1세만큼의 역량을 가진 후계자 뒤를 이어 즉위 했다면 튀르크를 아나톨리아에서 몰아낼 수 있었다'는 것이다. 결론부터 말하자면 역사에 단언은 없으니 무조건이라고 할 수는 없지만, 마누일 1세는 커녕 트라야누스, 바실리오스 2세와 같은 군주들이라도 힘들다. 마누일 1세의 체제는 그 자체로 고도의 외교적 안배를 바탕으로 한 정권인데, 룸 술탄국 정벌 과정에서 마누일이 전지중해권에 프로파간다를 뿌린 것도 그 일환이다. 달리 말하자면, 아나톨리아 방면에만 동로마군을 집중 시키는 일 자체가 아예 불가능하다. 이미 마누일 치세 말기부터 헝가리 왕국은 다시금 제국의 질서에서 이탈하려 눈치를 보고 있었고, 베네치아 공화국 역시 당장은 마누일에 굴복했지만 호시탐탐 기회를 엿보고 있었다. 복잡하고 다변화된 다전선 관리를 위한 외교적 노력은 황제의 막대한 심력을 요하는 일이었고, 새로운 황제가 설령 유능했다 하더라도 과연 마누일과 같은 효과를 거둘지 장담하는 것은 어렵다.
심지어 이 모든 것을 감안한다 해도 애초에 무력으로 튀르크를 아나톨리아에서 몰아낸다는 것은 환상에 가까웠다. 튀르크는 아나톨리아에 들어온 지 벌써 이 시점에서 100년이 넘어가고 있었는데, 아나톨리아 중동부 내륙은 이제 동로마의 땅이 아닌 튀르크의 땅에 가깝게 변모하였고 그들의 체제가 깊숙하게 자리 잡았다. 즉, 동로마 입장에서는 아나톨리아 영토가 '수복'이 아닌 새로운 땅의 '정복'과 같았으며, 이를 위해서는 최소 수만 에 이르는 대군을 끊임없이 투사할 국력을 요했다. 이미 요안니스 2세(1118~1143) 시기 소아시아 중부 내륙의 룸 셀주크의 수도였던 이코니온 근처에 원정 했을 당시, 현지 그리스계 기독교인의 협조를 받으려고 접근했더니 협조는커녕 오히려 적극적으로 저항했다는 이야기를 요안니스 킨나모스와 니키타스 호니아티스가 남겼다고 한다. 이것은 만지케르트 전투 이후로 1070년대부터 적어도 반 세기 가량에 달하는 튀르크의 지배로 인하여, 소아시아 내륙 지역의 토착 주민들이 그 사이 동로마 본국과 정체성과 입장이 달라져 협조를 거부하고 있다는 것을 의미한다.
당장 마케도니아 왕조 시대의 동로마 제국이 여러 황제에 걸쳐 불가리아 제1제국과 전쟁을 치른 일을 떠올려보자. 당시 동로마는 수천~수만의 대군을 그대로 상실해 버린다고 가정해도 추가로 가용 병력을 뽑을 국력이 있었고, 해상에서도 수천 대의 함선을 동원하여 수륙양면 공격을 가할 역량이 되었다. 바실리오스 2세는 본인도 출중 했지만 전대 황제들의 꾸준한 노력이 있었기에 그런 업적을 남길 수 있었다. 허나 마누일 1세, 그리고 그의 후계자 시대의 동로마 제국는 마케도니아 왕조 시대와는 확연하게 달랐다. 당시 동로마는 분명 지중해권의 강대국 지위를 유지하고 있었지만, 타국과 비교했을 때 '압도적'이지는 않았다.

룸 술탄국의 최대 강역

튀르크가 각자 분열된 형태로 아나톨리아에 고향처럼 적응한 것도 문제였다. 정주 제국이었다면 대규모 회전을 벌여 일단 승리하면, 그 지역 자체가 손에 들어오기에 이긴다는 가정 하에 난이도는 급격히 쉬워진다. 로마 공화국이 아나톨리아를 침공할 당시 상대했던 미트리다테스 6세의 폰투스 왕국이나, 알렉산드로스 3세가 상대한 아케메네스조 페르시아 제국이 그렇다. 이들은 정주국가였고 그렇기에 몇 번의 회전에서 이기면 일단 항복을 받고 그 지역을 차지할 수 있었다. 튀르크는 불행히도 그렇지 않았다. 이들은 유목민이었으며 서로 통합이 안되어 있었고 심지어 자신들끼리도 갈등을 빚을 정도였다. 애초 콤니노스 왕조의 황제들이 방어 위주의 전략으로만 일관하고 요새화를 통해 주요 교통로를 통제한 것에서 동로마의 한계를 알 수 있다. 또한 룸 술탄국은 아나톨리아 전역의 튀르크를 다 통제할 수 있는 국가가 아니었으며, 외려 그들이 있었기에 그나마 통제가 되었던 것이기도 하다. 훗날 룸 술탄국이 동로마 제국보다 먼저 멸망하자, 동쪽에서 튀르크 부족들이 걷잡을 수 없이 밀려 들어왔고, 끝내 동로마는 아나톨리아 전체를 상실하게 된다.
튀르크가 소수인데 왜 못 막느냐는 반론이 있지만, 튀르크는 당연히 동로마 제국 인구보다는 적었어도 소수는 아니었고, 의외로 그 수가 많았다. 덧붙여서 만지케르트 전투에서 한 번에 아나톨리아로 들어온 것이 아니고, 1세기에 걸쳐 꾸준히 동쪽에서 계속 유입되었다. 이 형세는 앞으로 약 3세기는 더 이어질 터였다. 또한 명군과 암군이 반복되는 동로마 정권의 고질적인 문제도 효율적인 정책의 일관된 추진을 막았다. 동로마 제국이 작정하고 모든 국력을 집결시켜 10년 이상 아나톨리아에만 병력을 투사할 여건이 조성되었다면 모를까, 동로마는 다른 전선에도 적이 많았고 내부적으로도 정쟁이 불안한 경우가 대다수였다. 인구 수 및 국력에서 전근대 최고를 자랑하던 중국의 역대 제국들조차 청 제국 시기에 이르러서야 유목민에 대한 걱정을 덜 수 있었는데, 하물며 그들에 국력을 비할 수도 없을 뿐더러, 전선이 많아 병력은 분산된 동로마 제국의 입장에서 강적이었던 튀르크를 완전히 복속시키기는 어려웠다. 마누일 1세의 시기에 튀르크에 대한 공세적인 입장을 취할 수 있던 것은 당시 동로마의 공세 국면이 정교한 외교 정책을 통해 완성되었기 때문이며, 축적된 역량으로 룸 술탄국으로부터 우위를 점할 수 있었다. 그러나, 아나톨리아 내륙까지 깊숙히 진격했음에도 그들의 수도이자 중심 도시인 이코니온을 함락 시키지 못했고 끝내 동로마군은 튀르크의 핵심 영토는 하나도 정복하지 못했다.

룸 술탄국 멸망 이후인 1330년경의 아나톨리아 형세. 여러 튀르크계 국가들이 난립한 것이 보인다.

마누일 1세는 문무를 겸비한 위인이었으며 단명한 것도 아니고 중세 기준으로는 장수한 편이었다. 내치와 외치 모두에서 뛰어난 능력을 발휘하기도 했다. 그럼에도 마누일은 튀르크를 축출 하고 아나톨리아를 수복 하는 데에 실패했다. 그 원인에는 외교에 우선순위를 둔 중앙 정부의 정책도 물론 있었겠지만, 근본적인 원인은 당시 동로마 국력의 현실적인 한계였다.
굳이 아나톨리아 내륙을 수복 하는데 성공할 수 있는 상황을 가정하자면, 수십 년 간 지속적으로 전력을 가해 튀르크 세력을 일소할 수 있도록 인근 국가들이 아무도 동로마를 건드리지 않고 가만히 놔두던가, 그게 힘들다면 주변 국경이 안정되고 국력이 축적된 상황에서 한번씩 총력을 다해 룸 술탄국에 일격을 가하여 일부분이라도 해당 지역 내에서 튀르크 세력을 일단 한번 일소하고, 그렇게 재수복한 영역에 주변의 튀르크가 재침투하지 못하도록 일부 병력을 주둔 시키고 그 지역을 요새화함으로써 다시 동로마의 지배력이 정착될 때까지 영토를 유지하다가 또 다시 주변 국경이 안정되고 국력이 축적되면 다음 지역에서 이 과정을 반복하는 것을 아나톨리아 전체를 수복할 때까지 반복해야 하는 것이다. 물론 이 수복 과정에서 군사적 실패는 '수복 영역을 넓히는데는 실패했지만 그래도 기존 영역을 잃지는 않았다' 수준으로 억제되어야 하며 만지케르트 전투 같은 경우가 한 번이라도 발생한다면 그 이전 수십 년에 걸친 성과가 한번에 날아가 버릴 위험도 감수해야 한다. 뿐만 아니라 제국의 다른 국경에서 문제가 발생하더라도 탈환한 영역의 유지 · 안정화를 위해 주둔 시켜준 병력은 절대 빼서는 안 될 것이고, 동시에 그나마 최소한의 자원으로 현지를 안정화 시키려면 이전 시대의 테마 제도와 같은 현지 밀착형 군사 조직이 필요할 것일진데, 이 군사 조직의 지도자는 튀르크의 공세를 장기간 막아낼 정도로 유능해야 하며 동시에 중앙정부에 항상 충성을 다하여 정국을 혼란시켜서는 안 된다는 조건을 가지고 있어야 한다. 결국 요약하자면 마누일 1세의 수준, 또는 그 정도는 아니라도 군사적으로든 내정적으로든 외교적으로든 명군 소리를 들을 만한 황제가 최소한 두 세 번은 연달아 나와서 백여년 정도는 안정적인 치세를 유지해야 한다는 것인데, 동로마는 알렉시오스 1세부터 마누일까지의 시기에 이미 그런 희망적인 일이 일어나 회생한 것이고, 또 다시 그러한 희망적인 상황을 바란다는 것은 역사적 가정이라기 보다는 게임 플레이 계획에 더 가까울 것이다.
정리하자면, 적어도 마누일 1세의 시기에서 튀르크 축출은 한없이 불가능한 일이라 결론지을 수 있을 것이다. 그리고 아주 '유능하고 정력적으로' 나라를 말아 먹을 암군 안드로니코스 1세의 집권이 예정되면서, 동로마 제국의 아나톨리아 영구 상실은 거스르기 어려운 현실로 다가오고 있었다.
동기적으로도 아나톨리아 내륙 수복은 제국에게 꼭 최선은 아니었다. 바실리오스 2세 이래로 동로마의 내부를 혼란스럽게 한 것은 예로부터 관료-군벌 간의 대립이었는데, 군벌들의 본거지는 아나톨리아였고 이를 되찾는다는 말은 역설적으로 군벌의 힘을 회복 시킨다는 것이었다. 한참 황권을 강화 시키며 국가 안정을 추구하던 콤니노스 왕조에게 군벌의 부활은 별로 내키지 않는 일이었고, 전대 요안니스 2세조차도 아나톨리아 내륙보다는 시리아로 향하는 길과 안티오키아 탈환에 중점을 맞췄다. 여기 더해 복속시킨 유목민을 정주화하고 완전히 박살 난지 몇십 년도 지난 행정 문서와 토지 대장을 다시 작성하는 등, 실로 엄청난 행정적 과업들이 제국을 기다리고 있었다. 모험적인 황제라면 이 모든 리스크를 감안할 수야 있겠지만, 콤니노스 왕조는 안정을 택했다. 이 같은 콤니노스 왕조의 타협은 제국의 안정성은 끌어올렸지만, 결과적으로 그 체제에 안주함으로서 고토 회복의 의지를 일정 부분 포기하는 트레이드를 실시했다. 오늘날이야 미래를 바라보지 못한 어리석은 정책이라 비난할 수야 있겠지만, 이들은 중세 사람들이었다. 정보가 발달한 현대를 사는 현대인조차 앞길을 모르는데, 하물며 중세인이야 오죽하겠는가? 당시 동로마에게 그것은 최선의 방책이었고 국가 최고의 엘리트 집단이 주어진 환경과 국력을 최대한 이용하고 활용하며 심혈을 기울인 결과물인 셈이다.
또한, 역사적 가정의 영역이기는 하나 아나톨리아 영토의 수복과 군벌의 부활이 오히려 동로마 제국 국력에 악영향을 주었을 가능성도 배재할 수 없다. 콤니노스 3대의 중흥과 번영이란 결국 '국내의 정치적 안정성'을 기반으로 가능했던 일이었다. 하지만 아나톨리아 내륙을 수복 하려면 본거지를 잃고 쫒겨났던 군벌이든 서유럽계 용병(십자군) 및 귀순한 튀르크 부족들과 같이 어쨌건 군사력을 가진 무력 집단을 그곳에 정착 시켜야 하는데, 중기 이후 동로마 제국의 역사가 증명하듯이 군벌은 언제든 최대 황제의 자리까지 노리는 심각한 정국 혼란의 원인이 될 수 있다. 최악의 경우를 상정하자면 아나톨리아 수복을 위해 정착 시킨 군벌이 딱 외부의 적이 등장하여 위기를 극복해야 할 상황에서 그 군사력을 도리어 황제와 중앙 정부를 향해 돌린다거나, 더 심하면 자신이 제위에 오르기 쉽도록 또 다른 외부의 적을 끌어 들일 수도 있었다. 결국 콤니노스 황제들이 아나톨리아 수복을 시도했다면 그 결과는 실제 역사에서 동로마가 누린 "3대 100년의 마지막 중흥기"조차 제대로 누리지 못하고 최후의 쇠락기로 빠져드는 것이었을 가능성도 없는 것은 아니며, 이 정도로 극단적이지는 않더라도 군벌로 인한 정국 혼란으로 콤니노스의 중흥기가 실제 역사만큼 성과를 거두지 못했을 가능성은 이보다 더 높을 것이라 짐작할 수 있다.

## 같이 보기
- 동로마 제국의 멸망
- 콤니노스 가문
- 동로마 제국의 가계도
- 유스티니아누스 왕조 치하의 동로마 제국
- 이라클리오스 왕조 치하의 동로마 제국
- 이사우리아 왕조 치하의 동로마 제국
- 마케도니아 왕조 치하의 동로마 제국
- 두카스 왕조 치하의 동로마 제국
- 앙겔로스 왕조 치하의 동로마 제국
- 팔레올로고스 왕조 치하의 동로마 제국

### 내용주
1. ↑  콘스탄티노폴리스에서만 무려 60,000~80,000명 이상의 라틴인들이 거주하고 있었다는 기록이 있다.
2. ↑  이 역시, 다른 나라였으면 어떤 시점의 조세액이 한 세기 반 전의 조세액과 맞먹는다면 그건 명백한 퇴보라고 할 수 있지만, 동로마 제국이 11세기의 위기를 거치면서 상당한 영토를 상실했음을 생각한다면 줄어든 영토에서 상업과 공업을 발전시켜 영토가 더 넓던 시기와 맞먹는 조세액을 거두어들일 정도로 경제를 부흥시킨 것이니 대단하다고 평가받는 것이다. 이와 비견되거나 더 능가하는 경우는 중국의 송나라(북송)이 금나라에게 화북 영토를 잃고 강남으로 내려가(남송) 그곳에서 경제를 발전시켜 이전 시대의 경제력을 회복한 것 뿐이다. 당연하게도 1인당 소득 역시 폭증하였으니 제국 영내 신민들의 삶의 질도 이전보다 훨씬 개선되었다.
3. ↑  사실 문민 관료 세력이라고는 하지만 중앙 세력도 오래전에는 아나톨리아 출신의 군사 귀족이었긴 했다. 문제는 이들이 수도로 거점을 이동한지 오래라 현실감각이 떨어지는 것은 물론이거니와, 과거 아나톨리아 내륙의 고원을 적극적으로 방위하던 때와는 달리 그럴 필요가 사라졌기 때문에 방위력 증강에 별 신경을 쓰지 않은 점이다. 또한 이들은 허약한 황제들을 조종해가며 중앙 고위 관직을 독점하였고, 경쟁자들을 꺾기 위해 다른 군사 귀족들을 공공연하게 억눌렀다. 황제들은 이들의 대립을 조정하지 못한 데다가 귀족가문의 세력확장으로 자영농이 몰락하기 시작했으며, 무모한 건축과 늘어나는 튀르크와 페체네그족의 압력으로 국고의 소비가 커졌다. 특히 자영농 계층의 몰락과 귀족들의 토지겸병은 제국의 토대였던 테마 제도를 근본적으로 약화시켰다. 물론 동로마 제국이 10세기 후반에 공세로 돌아서면서 테마 제도 자체가 지속적으로 약화되고 용병 및 타그마(중앙군) 비중이 늘어나기는 했지만 지역 방어 전술에 적합한 테마 제도의 몰락으로 대규모 병력 동원에도 제한이 오기 시작했다.
4. ↑  약 78,000km2, 30,000 평방마일
5. ↑  일례로 알렉시오스 1세의 전임자 중 한명이였던 미하일 7세의 별명은 '파라피나키스(Parapinakes/Παραπινάκης, -1/4)'였는데, 그의 치세에 노미스마 금화의 급격한 화폐가치 절하가 발생했기 때문이다. 즉, 이전에는 금화로 밀 1되를 살 수 있었던 것이 이후에는 밀 3/4되 밖에 살 수 없게 되어 이러한 별명이 붙었다. 심지어 이 시기에 6개의 위조 노미스마화가 시중에 유통되면서 동로마 제국의 경제 상황은 더욱 혼란에 빠졌다.
6. ↑  신성로마제국의 하인리히 4세와 노르만의 로베르 기스카르 사이에서 교황령 자체의 무력적인 기반이 약화된 것도 이에 한몫했다. 특히 기존의 화합 대상이었던 신성로마황제와의 사이가 선대인 그레고리오 7세 때부터 악화되었으므로, 우르바노 2세는 동로마 제국과의 화합을 꾀하는 동시에 무력 원조를 통한 자신의 입지 강화와 더불어 동방 교회에 대한 영향력 확보를 동시에 의도하였다. 한편 동로마 제국이 굳이 이전의 친선 대상이었던 신성로마제국이 아닌 교황에게 굳이 도움을 요청한 까닭으로 교황이 성지 탈환이라는 명분을 내세우기 좋은 대상이었으며, 교황의 무력 기반이자 동로마 제국의 적인 남이탈리아의 노르만족의 힘을 소모시키기 위해서라는 추측이 있다. 즉 양측 모두 기독교적인 의도로만 십자군 창설을 결심한 것은 아니라는 이야기이다.
7. ↑   동로마 제국의 대표적인 혼란기였던 11세기는 서유럽이 정치적인 안정과 더불어 농경지의 확대 등으로 상당한 수준의 성장을 이룬 세기기도 했다. 바로 이전 세기가 동로마 제국의 전성기이자 서유럽의 상대적 혼란기였던 것과 매우 대비된다.
8. ↑  알렉시오스 1세는 안티오키아로 출정했으나, 블루아의 에티엔이 와서 십자군은 모두 패배했고 원정이 이미 실패했다면서 그에게 귀환하자고 설득했다
9. ↑  다만 그가 발행한 노미스마 금화의 7/8 금 함량 가진 히피르피온(ὑπέρπυρον) 화폐 덕분에 1109년까지 제국 전역의 환율이 안정되고 경제가 어느정도 회복되었다. 특히 미하일 7세가 떨어뜨려 놓았던 화폐 가치를 회복하는 과정에서, 오히려 더 질이 낮은 금화를 마구 찍어내서 시중에 유통하고 금 함량이 높은 화폐를 세금으로 거둬들인 정책은 대체로 큰 성과를 거두었다.
10. ↑  크라몬 요새라는 추측도 있다.
11. ↑  
  - 수도 콘스탄티노폴리스를 건설하고 밀라노 칙령을 반포한 콘스탄티누스 1세

  - 통일 로마 제국의 마지막 황제이자 기독교를 국교로 채택한 테오도시우스 1세

  - 고토 수복 전쟁을 통해 서방의 4대 게르만 왕국 중 2곳을 병탄한 유스티니아누스 1세
12. ↑  한 예로, 신성로마제국의 프리드리히 1세는 "로마 황제Imperator Romanorum"인 자신에게 마누일 1세는 그리스 왕으로서 마땅히 충성심을 보이라며 도발을 감행하기도 했다. 이 모든 긴장감을 애써 제어하며 능수능란한 외교관계를 유지한 마누일 1세 사후, 로마인들의 반서방 및 반라틴 감정은 제어할 길 없이 폭발하게 된다.
13. ↑  그의 왕비들이 모두 '프랑크인'이었던 것만 보아도 쉽게 알 수 있다.
14. ↑  특히 베네치아인들에게 공격이 집중되었다
15. ↑  아녜스는 알렉시오스 2세의 황후이기도 했다.
16. ↑  심지어 동로마의 역사가 니케타스 코니아테스가 남긴 기록에 따르면, 콘스탄티노플 히포드롬의 두 기둥에 발로 매달린 안드로니코스 1세를 누가 더 깊이 찌를 것인지를 놓고 제국의 라틴인 병사 두 명이 겨루기까지 했다고 한다. 3년 전의 대학살에 대한 서방인의 증오가 대단했음을 보여주는 일화.
17. ↑  긍정적이게도(?) 조금의 혐의나 고발이 있으면 죄다 죽여서 부패의 주역이던 서방인, 황족, 관료들이 소멸해버리는 바람에, 마누일 1세 말기의 부정부패는 안드로니코스 1세 시기에 들어서 눈에 띄게 줄어들었다.

### 참조주
1. ↑  C. Foss & D. Winfield, Byzantine fortifications, an introduction
2. 1 2 3  Haldon, John, Byzantium at War: AD 600–1453.
3. 1 2  Norwich, John, A short history of Byzantium
4. ↑  Angold, Michael, The Byzantine Empire 1025–1204.
5. ↑  지오프리 파커 (2004). 〈비잔틴 세계〉. 《아틀라스 세계사》. 56~57쪽.
6. ↑  Komnene 1928, X, 261.
7. ↑  Anna Komnene. Alexiad, XI, 291 보관됨 2014-10-16 - 웨이백 머신.
8. ↑  Anna Komnene. Alexiad, XIII, 348–358 보관됨 2012-09-27 - 웨이백 머신; Birkenmeier 2002, 46쪽.
9. ↑  Birkenmeier. J, The development of the Komnenian army, 1081-1180
10. ↑  Angold, p. 154
11. ↑  Choniates, pp. 11-12
12. ↑  Birkenmeier. J, The development of the Komnenian army, 1081-1180
13. ↑  Birkenmeier. J, The development of the Komnenian army, 1081-1180
14. ↑  Magdalino, Paul, The empire of Manuel I Komnenos 1143–1180
15. ↑  Harris, Jonathon, Byzantium and the Crusades
16. ↑  Birkenmeier. J, The development of the Komnenian army 1081–1180
17. ↑  Oldenbourg, Zoe, The Crusades
18. ↑  Harris, Jonathon, Byzantium and the Crusades
19. ↑  The Byzantines seem to have come to terms with the reality of nation states and it is in Manuel's reign that they begin to refer to themselves not only as "Romans", but as "Hellenes", in order to demarcate themselves from the barbarians surrounding them.'
20. ↑  Magdalino, Paul, The empire of Manuel I Komnenos, 1143–1180
21. ↑  Magdalino, Paul, The empire of Manuel I Komnenos 1143–1180
22. ↑  Magdalino, Paul, The empire of Manuel I Komnenos, 1143–1180
23. ↑  Harris, Jonathon, Byzantium and the Crusades
24. ↑  Magdalino, Paul, The empire of Manuel I Komnenos, 1143–1180
25. ↑  Birkenmeier. J, The development of the Komnenian army, 1081–1180
26. ↑  Birkenmeier. J, The development of the Komnenian army, 1081–1180
27. ↑  Birkenmeier. J, The development of the Komnenian army, 1081–1180
28. ↑  Birkenmeier. J, The development of the Komnenian army, 1081–1180
29. ↑  Birkenmeier. J, The development of the Komnenian army, 1081–1180
30. ↑  Haldon, John, The Byzantine Wars
31. ↑  Haldon, John, The Byzantine Wars
32. ↑  Haldon, John, The Byzantine Wars
33. ↑  Magdalino, Paul, The empire of Manuel I Komnenos 1143–1180
34. ↑  Harvey, Alan, Economic expansion in the Byzantine empire 900–1200
35. ↑  Harvey, Alan, Economic expansion in the Byzantine empire 900–1200
36. ↑  Angold, Michael, The Byzantine Empire 1025–1204
37. ↑  Angold, Michael, The Byzantine Empire 1025–1204
38. ↑  Harvey, Alan, Economic expansion in the Byzantine empire 900–1200
39. ↑  Diehl 1948.
40. 1 2  Tatakes & Moutafakis 2003, 110쪽.
41. 1 2  Browning 1992, 198–208쪽.
42. 1 2  Browning 1992, 218쪽.
43. ↑  Cameron 2006, 42쪽.
44. ↑  Cameron 2006, 47쪽.
45. ↑  Baynes, N. H., Economic expansion in the Byzantine empire 900–1200
46. ↑  G. Ostrogorsky, History of the Byzantine State
47. ↑  G. Ostrogorsky, History of the Byzantine State
48. ↑  Harris 2003, 118쪽.
49. ↑  G. Ostrogorsky, History of the Byzantine State, 397
50. ↑  Norwich 1998, 293쪽.
51. ↑  J.Harris, Byzantium and the Crusades, 124
52. ↑  J.Harris, Byzantium and the Crusades, 124
53. ↑  G. Ostrogorsky, History of the Byzantine State , 396
54. ↑  J.Harris, Byzantium and the Crusades, 117
55. ↑  J.J. Norwich, A short history of Byzantium , 291
56. ↑  G. Ostrogorsky, History of the Byzantine State , 396
57. ↑  P. Magdalino, The Medieval Empire, 194
58. ↑  G. Ostrogorsky, History of the Byzantine State , 398
59. ↑  J. Harris, Byzantium and the Crusades, 112
60. ↑  G. Ostrogorsky, History of the Byzantine State , 398
61. ↑  Angold, 298